# Königsberger Pregelbrücken

Brückenschema von Königsberg (1930)

Königsberger Brücken auf einem Stadtplan von 1905. Die Kaiserbrücke wurde erst 1905 erbaut und ist auf dem Plan nur gestrichelt eingezeichnet. Mit dem Bau der Reichsbahnbrücke wurde erst 1913 begonnen.

Die Königsberger Pregelbrücken führ(t)en in Königsberg (Preußen) über die beiden Arme des Pregel. Bekannt wurden sie durch das Königsberger Brückenproblem, das 1736 von Leonhard Euler behandelt wurde.

## Geschichte
Die ersten Brücken in Königsberg waren Schwenk-, Tor- oder Klappbrücken. Wollte ein Schiff eine niedrige Brücke passieren, so musste die Brücke umständlich geöffnet werden. Dies kostete Mühe und Zeit und verlangsamte somit den Handel im immer hektischen Hafengebiet um den Kneiphof. Im Jahr 1853 wurde Königsberg mit Berlin durch die Eisenbahn verbunden. Damit gelangten auch die Errungenschaften der technischen Revolution in die ostpreußische Metropole am Pregel. Kleine Handwerksbetriebe wie etwa die Union Gießerei entwickelten sich rasch zu mittleren und großen Industriebetrieben und schufen damit die Voraussetzung zur Industrialisierung des Landes.
Am 26. Mai 1881 eröffnete die Königsberger Pferdeeisenbahn-Gesellschaft die erste Pferdestraßenbahn und am 31. Mai 1895 die erste Städtische elektrische Straßenbahn. Nun bestand allerdings das Problem, dass eine hölzerne Brücke für die Aufnahme des Gleiskörpers einer Straßenbahn geeignet ist. Daher wurden von 1891 bis 1912 alle Brücken der Pregelstadt auf industrielle Klappbrücken umgestellt. Das Material wie auch die Technik wurde von der Union Gießerei Königsberg entwickelt. Die Oberleitung der Straßenbahnen wurde bis zur Brückenmitte geführt und an einem quer zur Straße verlaufenden Obergestänge befestigt. Daher wurde für die Straßenbahn die Oberleitung bei zugeklappter Brücke nicht unterbrochen, und bei aufgeklappter Brücke bildeten die Oberleitungen kein Hindernis für die Schifffahrt mit ihren teilweise hoch aufragenden Masten. Durch die neue Klapptechnik konnten nicht nur die Straßenbahnen die Brücken benutzen, sondern wurden auch die Intervallzeiten einer Auf- und Zuschließung enorm verringert. Die Brücken stellten kein Hindernis mehr dar, und der Straßen- wie der Wasserverkehr konnte schneller und reibungsloser vonstattengehen. Allerdings stellten im Königsberger Stadtverkehr die Klappbrücken immer noch eine restliche kalkulatorische Unsicherheit dar. So war es eine beliebte Ausrede der Königsberger Schüler, eine hochgestellte Brücke für ihre Unpünktlichkeit verantwortlich zu machen.

## Kneiphof

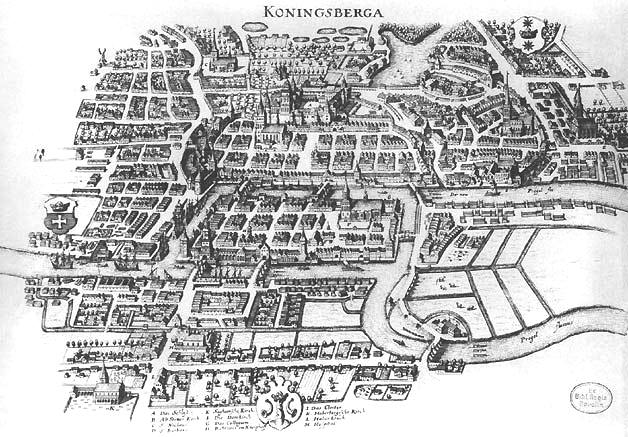
Diese Illustration von 1652 zeigt schon alle fünf Kneiphofbrücken

Königsberg liegt am nördlichen neuen Pregel und am südlichen alten Pregel. Die Pregelarme bilden die Kneiphofinsel. Am Hundegatt vereinigen sich beide Pregelarme wieder. Der Fluss mündet ins Frische Haff und damit in die Ostsee. Damit verband Königsberg Binnenschifffahrt und Seeschifffahrt. Um den Kneiphof herum lag der alte Hafen der Stadt. An dieser Insel landeten die unterschiedlichsten Schiffe wie auch die unterschiedlichsten Landfahrzeuge. Deshalb wurden alle Kneiphofbrücken als Klappbrücken gebaut.

### Grüne Brücke
Die Grüne Brücke verband die nördliche Vorstadt mit dem südlichen Kneiphof. Von der Vorstädtischen Langgasse gelangte man über die Grüne Brücke zum (1864 abgerissenen) Grünen Tor. Dort begann die Kneiphöfische Langgasse, die prächtige Hauptstraße von Kneiphof. An der rechten Seite lag die Alte Börse am Grünen Tor. Die Grüne Brücke überspannte, wie auch die Köttelbrücke, den Neuen Pregel und gehörte damit zu den breiten Kneiphofbrücken, bei dem der Klappmechanismus noch mit einem Brückenzubringer erweitert werden musste. 1322 erstmals erbaut, brannte sie 1582 ab und wurde durch einen Neubau 1590 ersetzt. Diese Brücke mit Handkurbel blieb bis 1907 bestehen. Danach entstand eine Klappbrücke. Die Grüne Brücke war berühmt und wurde oft fotografiert. Sie hat den Zweiten Weltkrieg nicht überstanden. An ihrer Stelle wurde 1972 eine 546 m lange und 27 m breite Hochstraße aus Spannbeton über die beiden Pregelarme und die Insel errichtet.

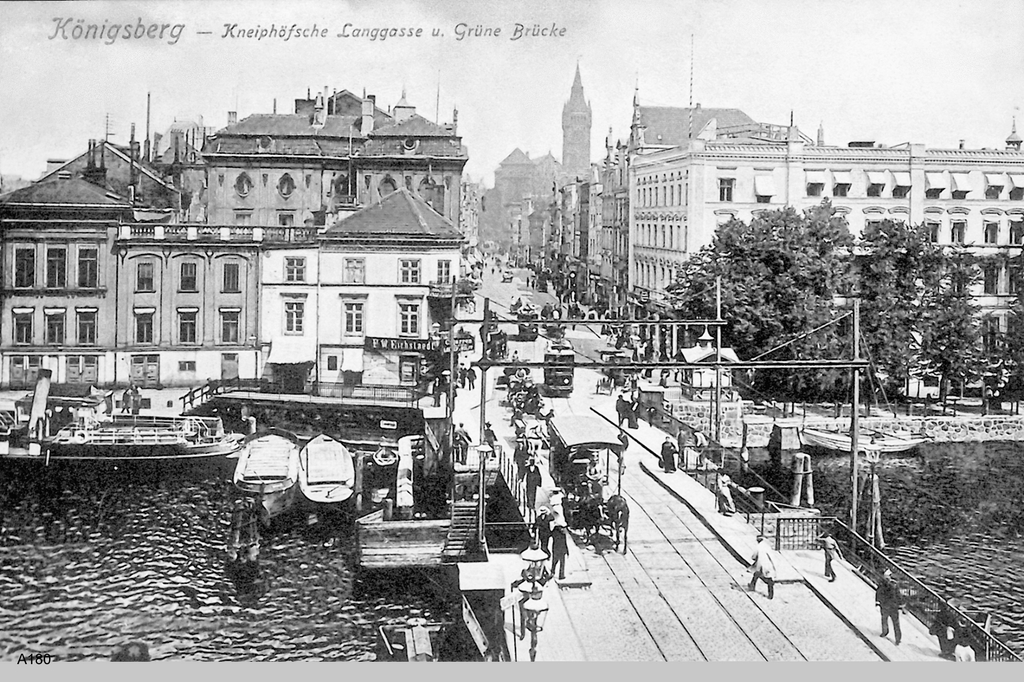
Grüne Brücke mit Kneiphöfscher Langgasse
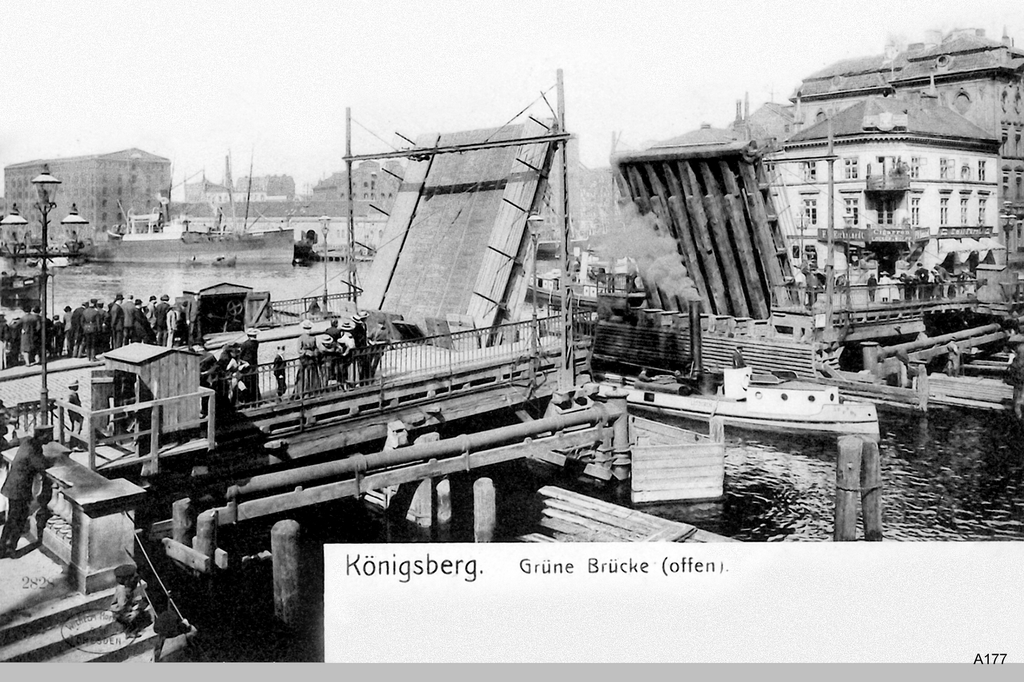
Die alte Grüne Brücke mit Blick auf die Lastadie
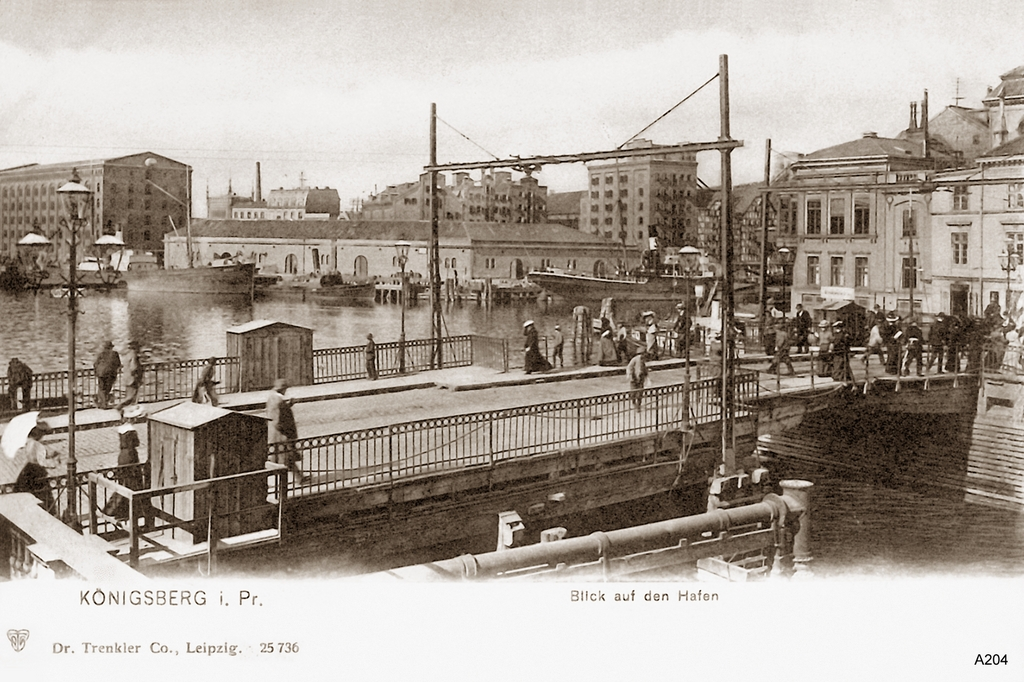
Die alte grüne Brücke
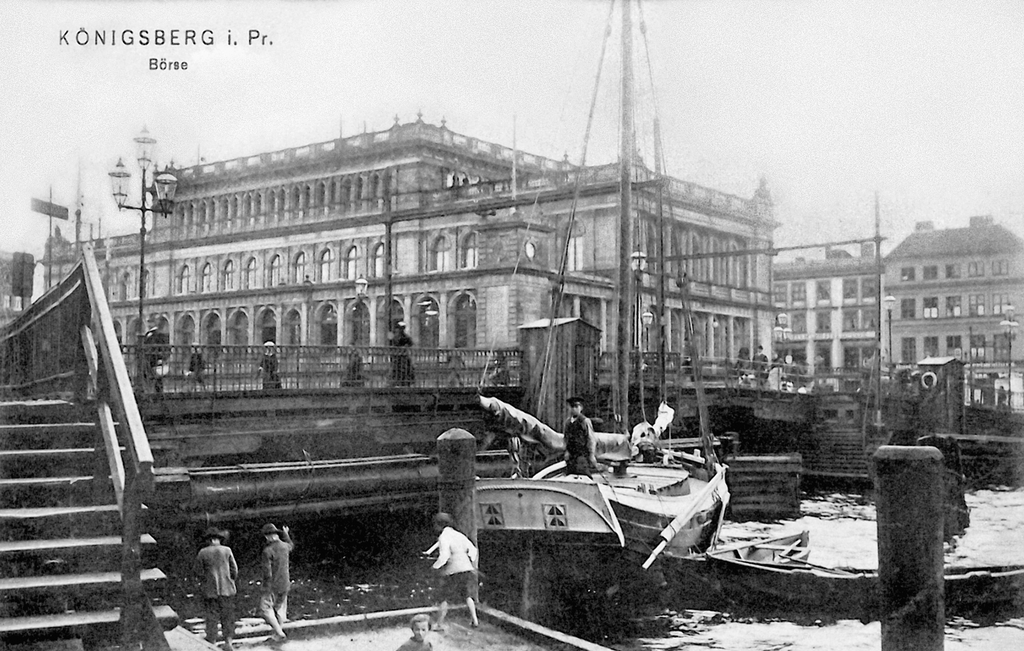
Die Börse mit der Grünen Brücke im Vordergrund
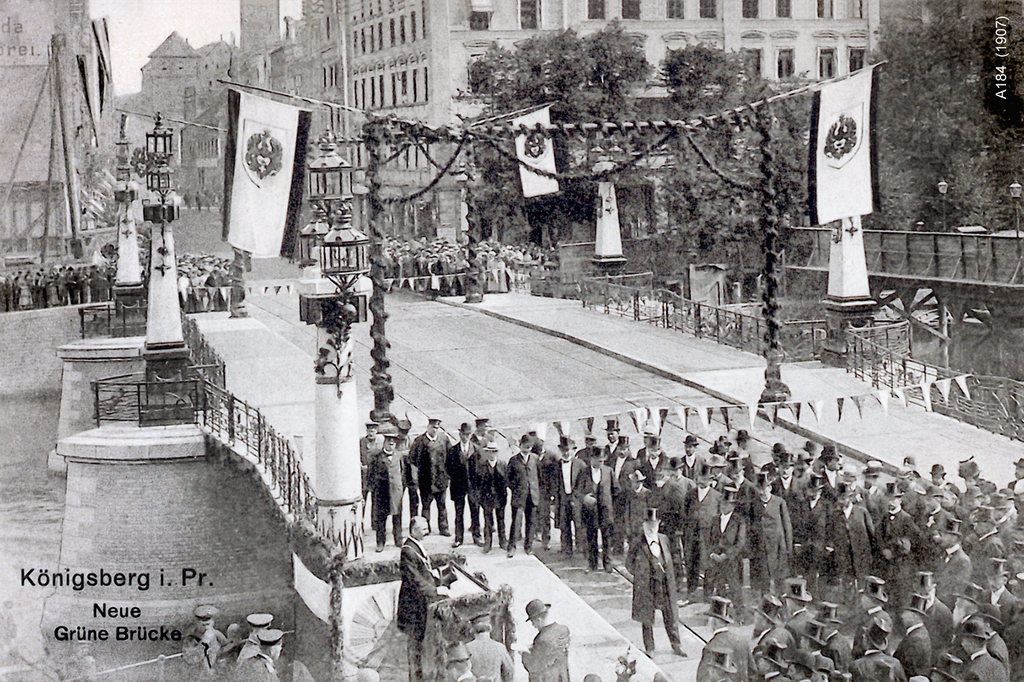
Die „Neue“ Grüne Brücke bei der Einweihung 1907
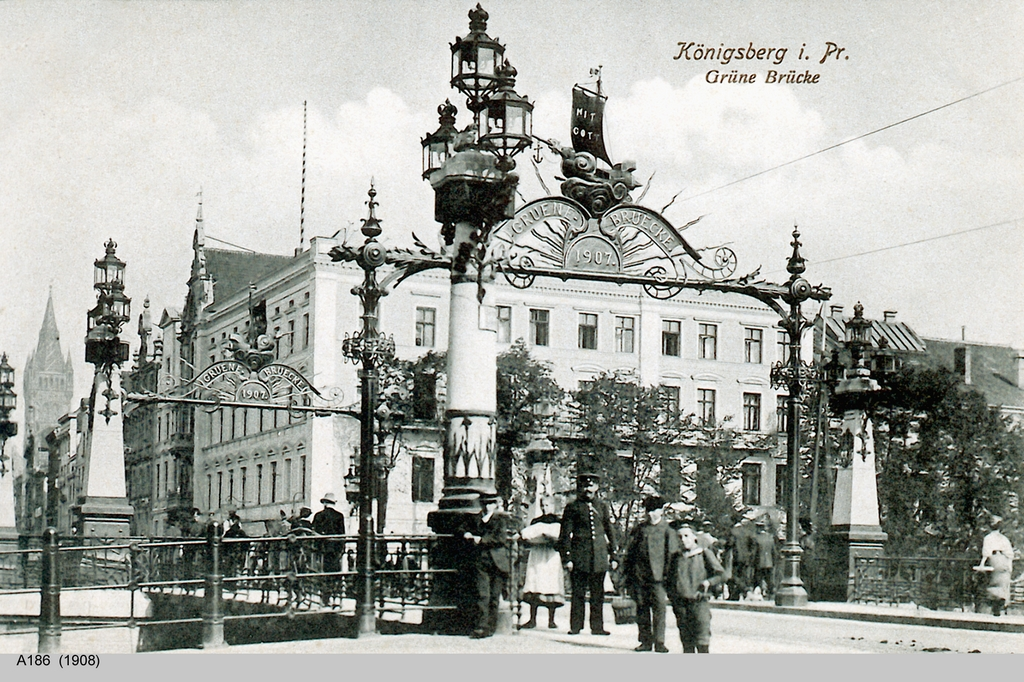
Die Neue Grüne Brücke
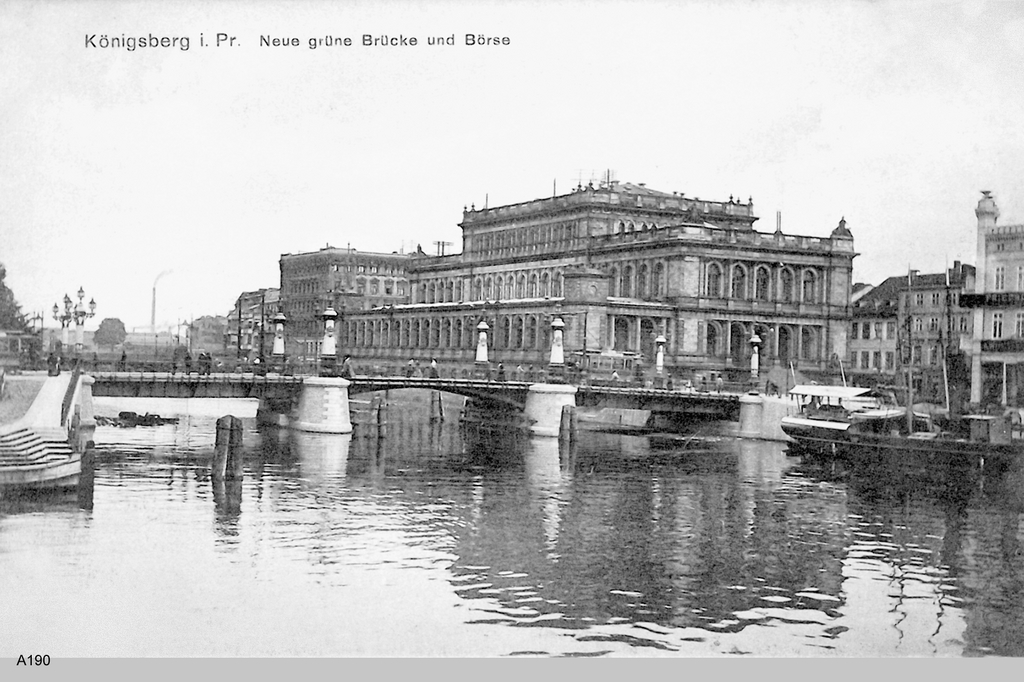
Grüne Brücke mit Börse
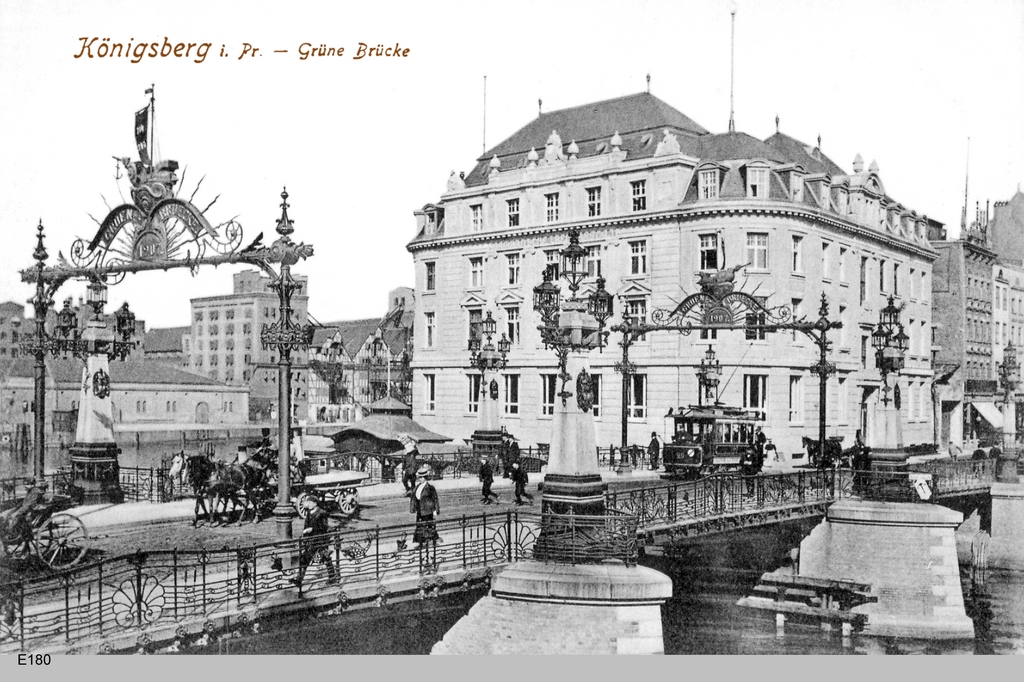
Grüne Brücke von der Börse gesehen
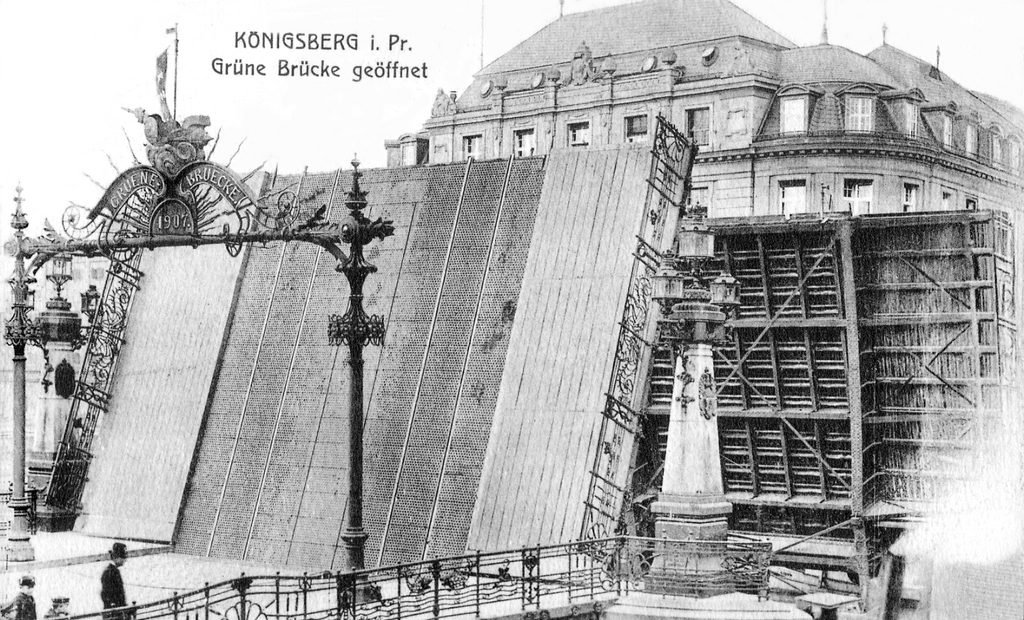
Grüne Brücke im geöffneten Zustand

### Krämerbrücke
Die Krämerbrücke verband den nördlichen Kneiphof mit der südlichen Altstadt. Über sie gelangte man von der Kneiphöfschen Langgasse in die Kantstraße, die zum Kaiser-Wilhelm-Platz, dem lebhaften Verkehrsknotenpunkt am Fuße des Schlosses, führte. Von der Krämerbrücke konnte man das Treiben auf der Lastadie sehen oder auf der anderen Seite den Unteren Fischmarkt überblicken. Die alte Brückenkonstruktion hat den Zweiten Weltkrieg ebenfalls nicht überstanden. Diese Brücke wurde, gemeinsam mit der Grünen Brücke, 1972 durch eine 546 m lange und 27 m breite Hochstraße aus Spannbeton über die beiden Pregelarme und die Insel ersetzt.

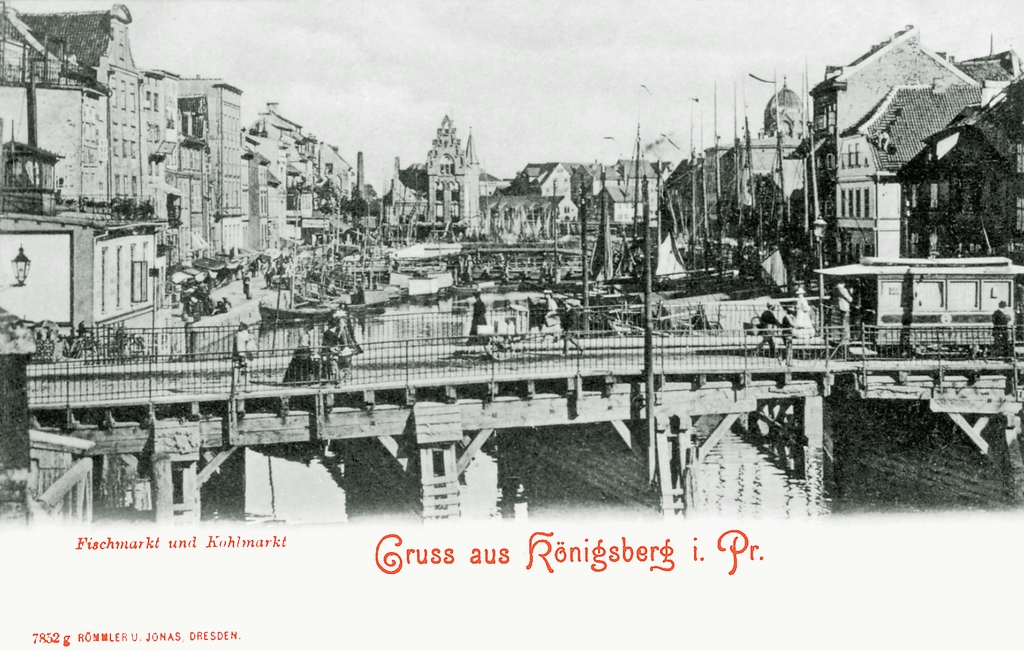
Die alte Krämerbrücke…
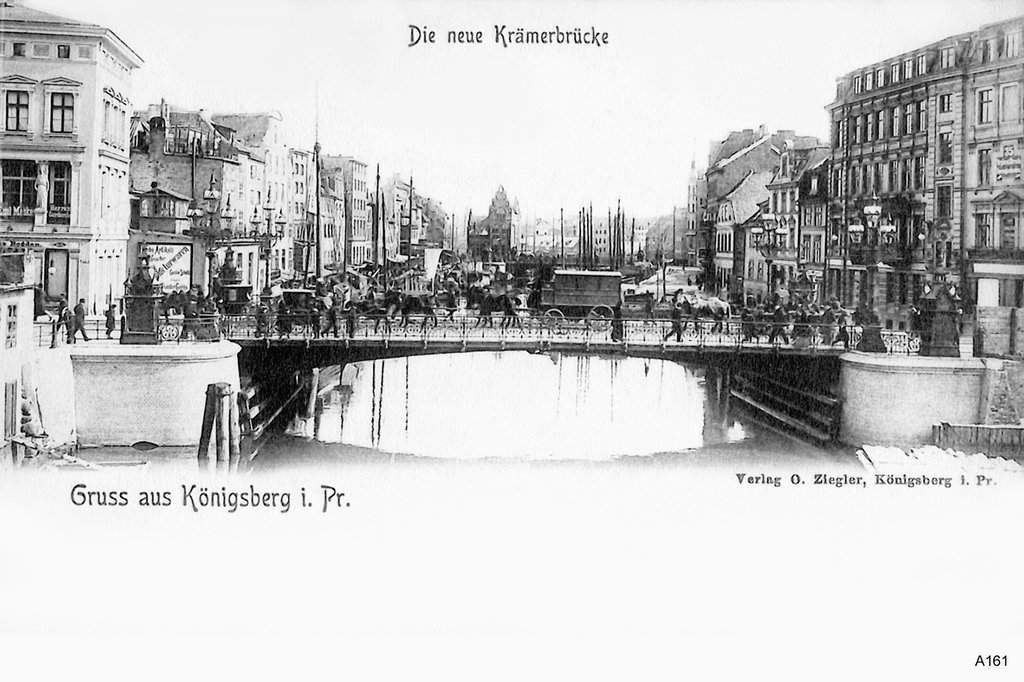
…wurde durch die neue ersetzt
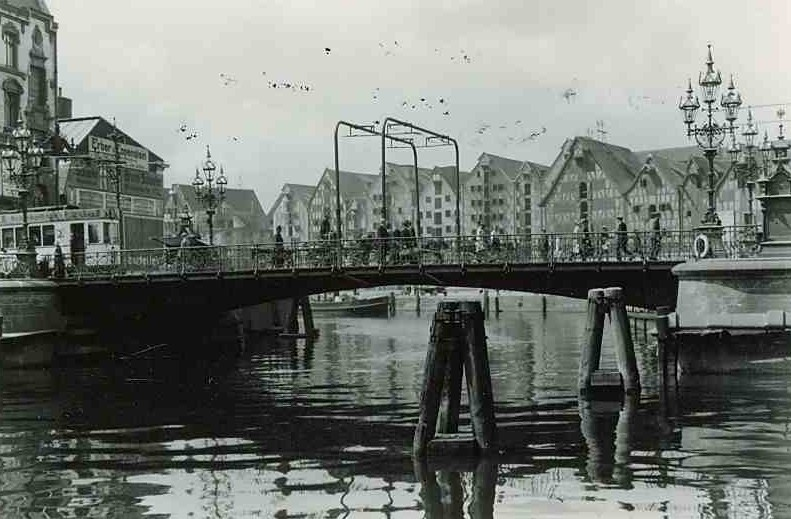
Die neue Brücke
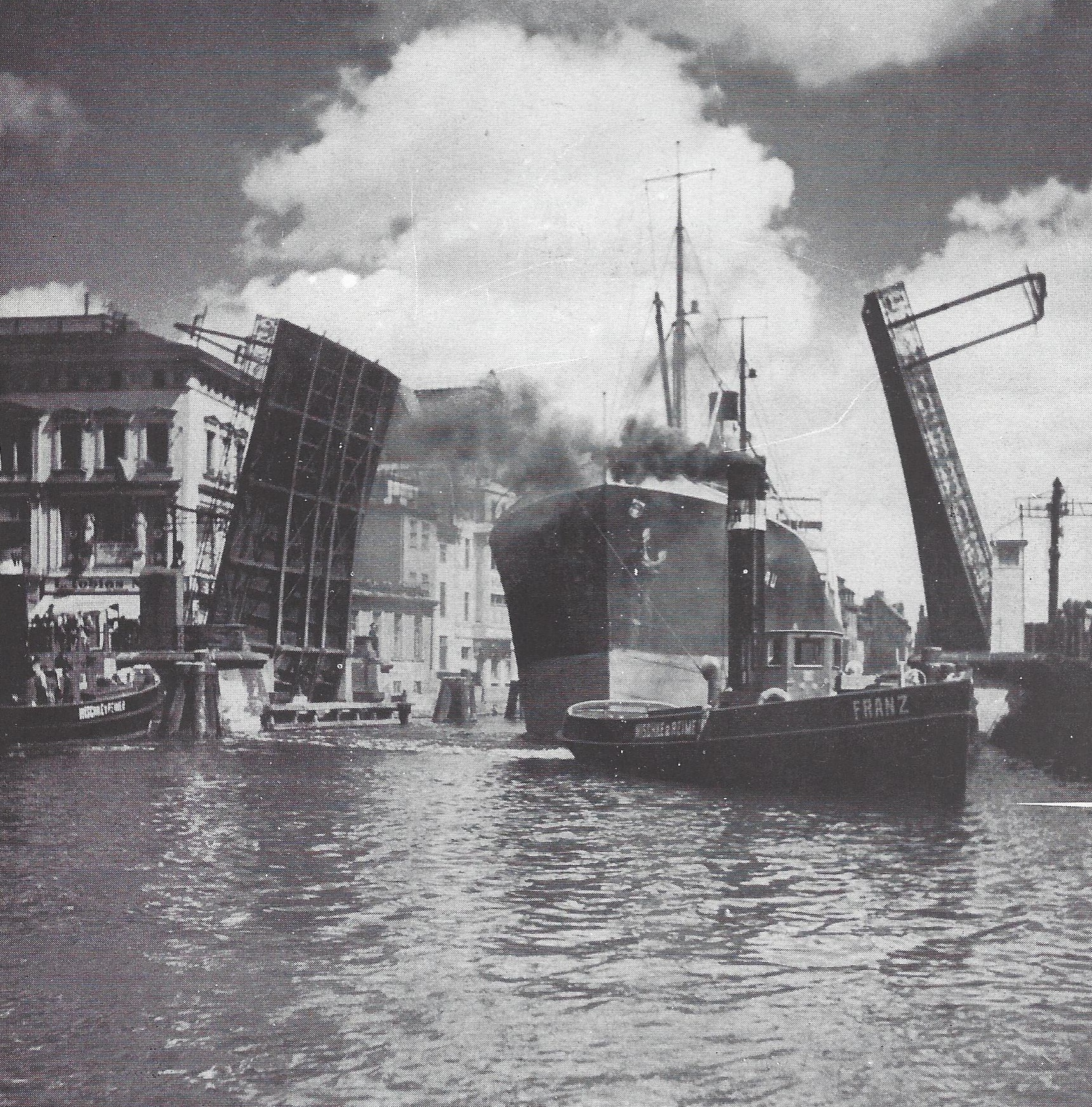
Krämerbrücke mit Schiff
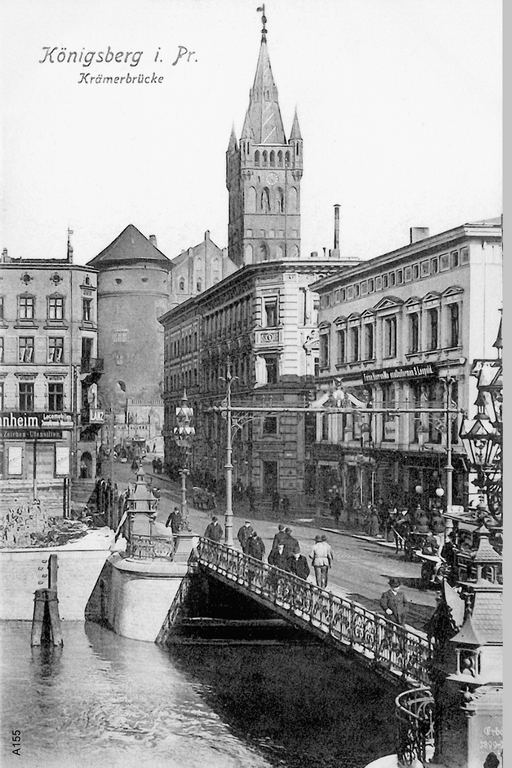
Die Krämerbrücke mit Blick auf Kantstraße und Schloss
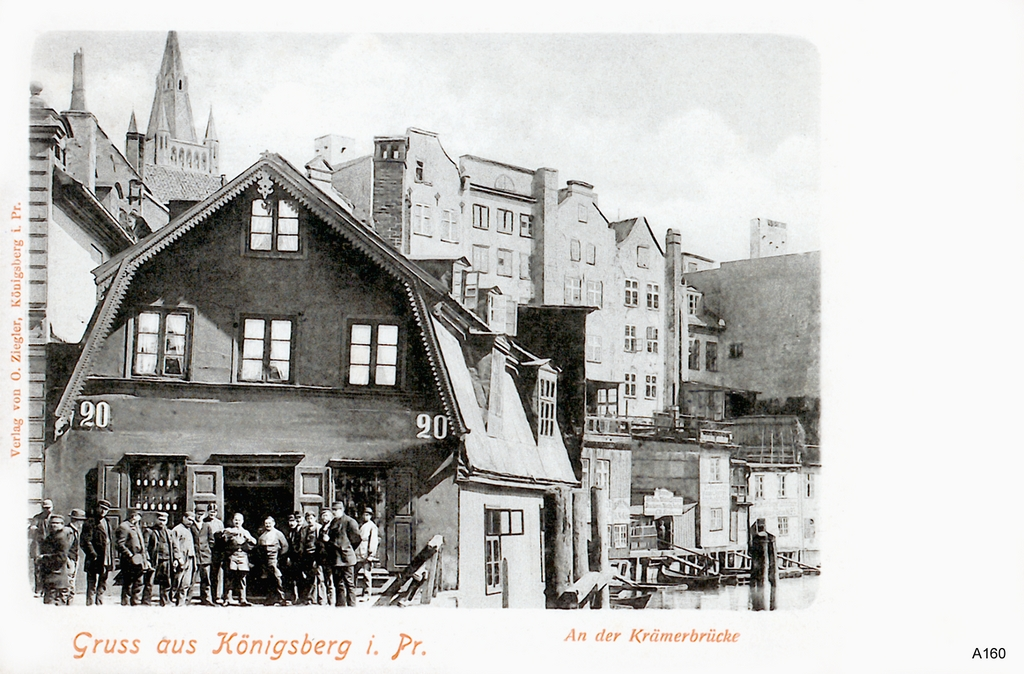
Stimmungsbild Krämerbrücke / Fischmarkt
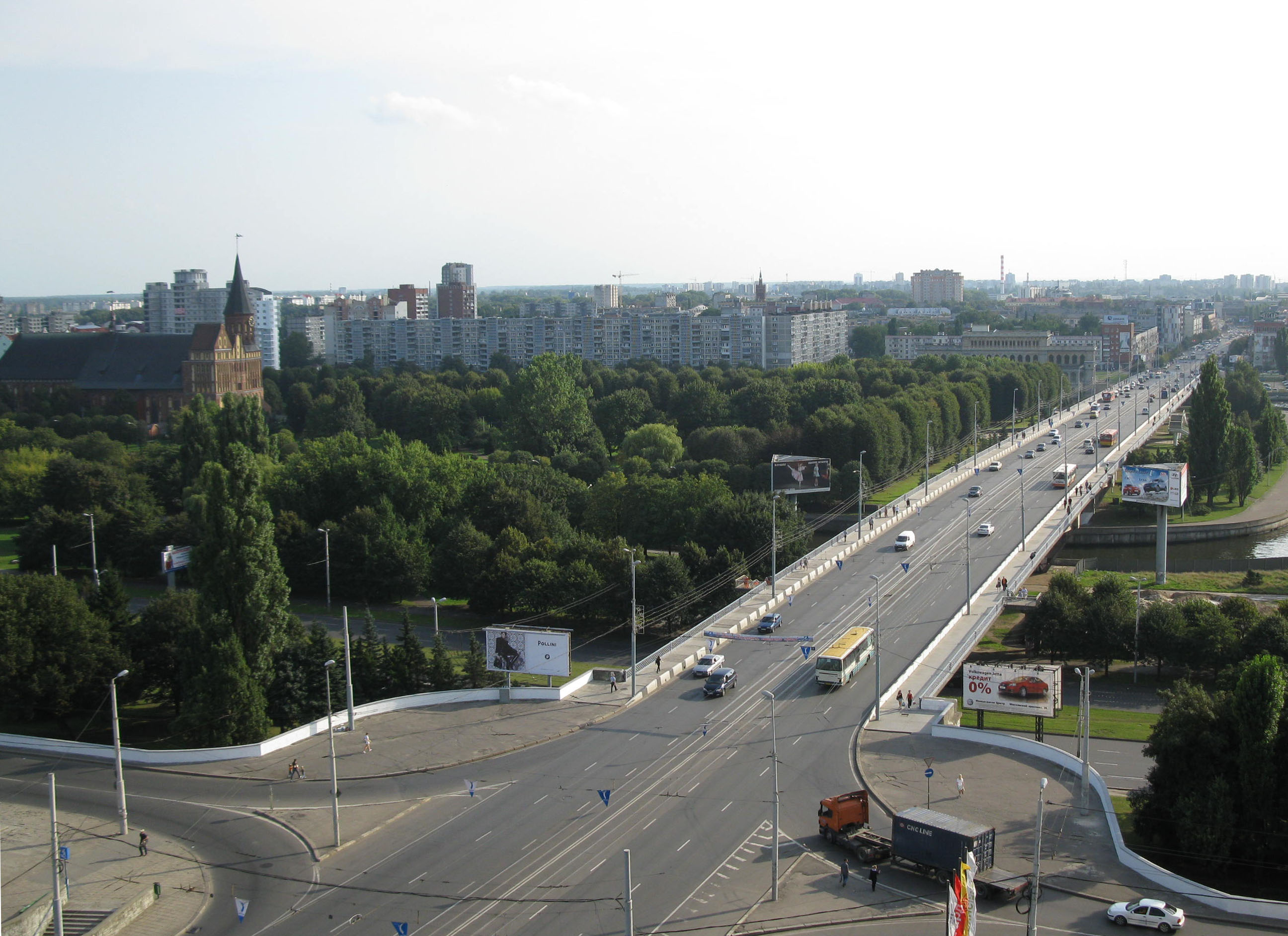
Neue Spannbetonbrücke über den Pregel ersetzt Grüne Brücke und Krämerbrücke

### Schmiedebrücke
Östlich der späteren Schmiedebrücke wurde 1330 die Dom-Brücke gebaut. Sie verband den nördlichen Kneiphof mit der südlichen Altstadt. Nachdem die Altstädter und die Kneiphöfer die Schmiedebrücke gebaut hatten, wurde die Dom-Brücke abgebrochen. Von der Schöneberger Straße gelangte man über die Schmiedebrücke in die Schmiedestraße. Die Schmiedebrücke wurde 1787 erneuert und 1896 als Klappbrücke neugebaut. Auch diese Brücke hat den Zweiten Weltkrieg nicht überstanden. Zu sehen sind nur noch die Fundamente an beiden Flussufern.

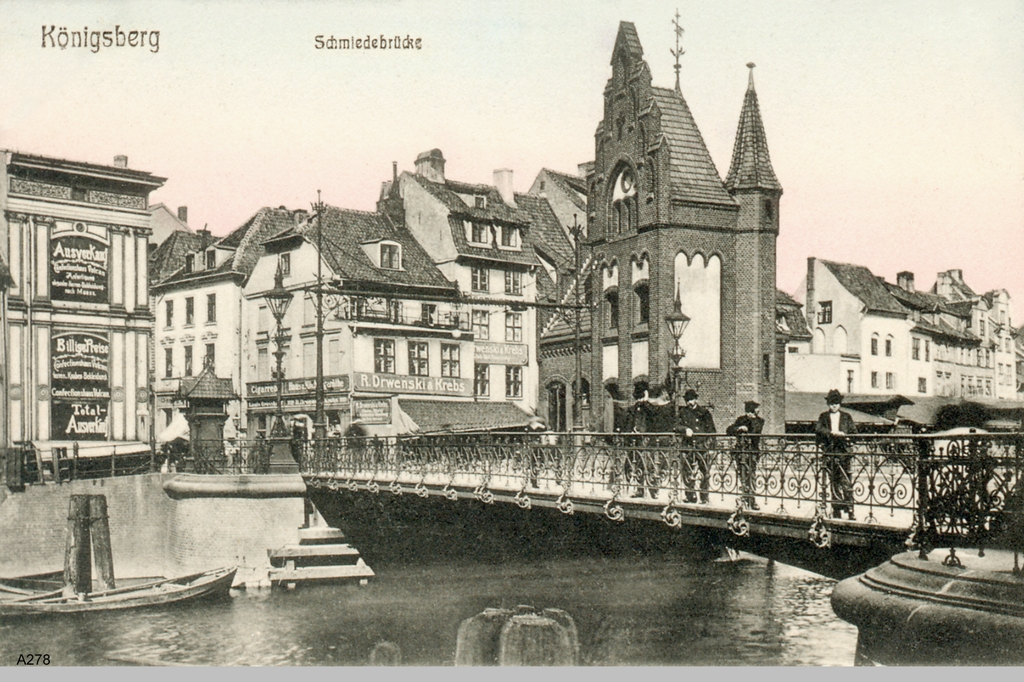
Die Schmiedebrücke
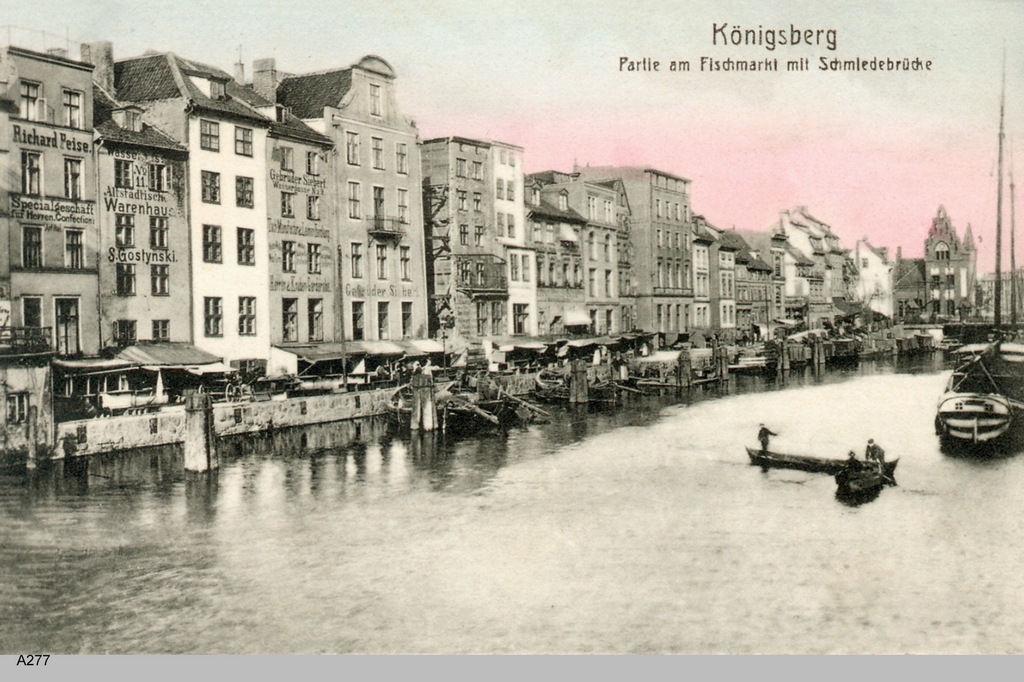
Unterer Fischmarkt
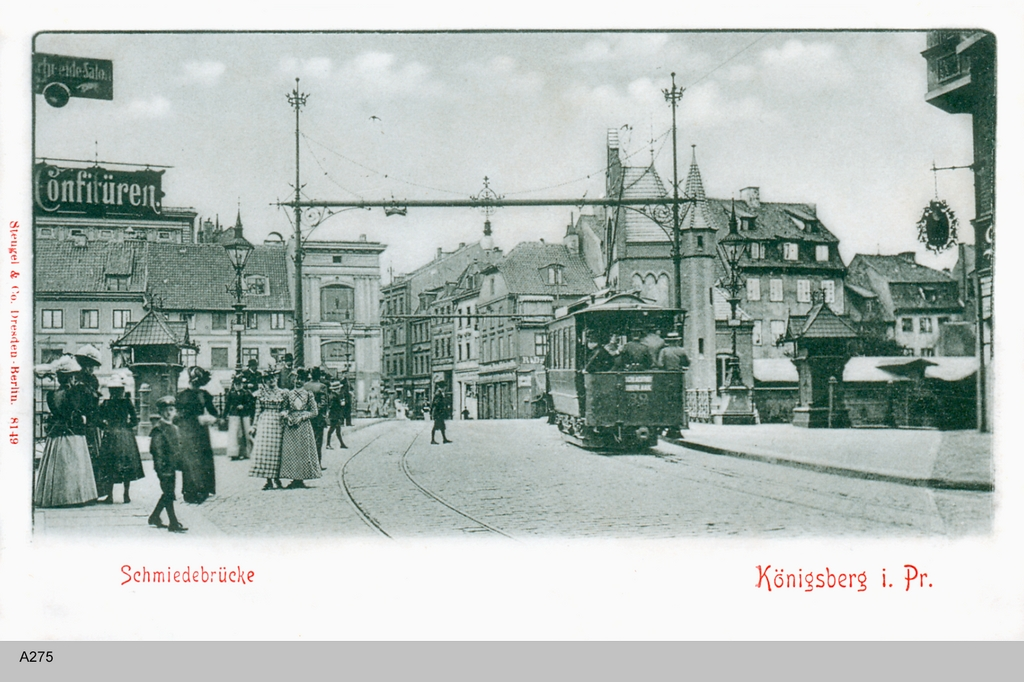
Schmiedebrücke mit Straßenbahn
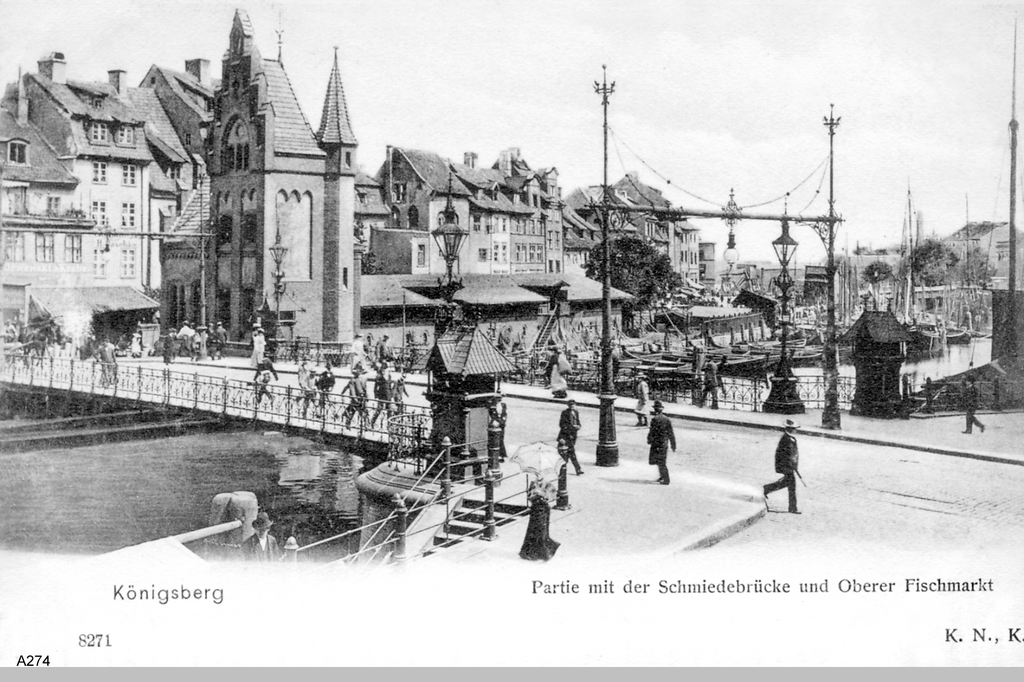
Brückenhäuschen

### Köttelbrücke
1377 erstmals erbaut, verband die Köttelbrücke die nördliche Vorstadt mit dem südlichen Kneiphof. Von der Schnürlingsstraße gelangte man über die Köttelbrücke zur Köttelstraße des Kneiphofes. Wie die Grüne Brücke überspannte sie den Alten Pregel. Sie gehörte damit zu den breiten Kneiphofbrücken, bei dem der Klappmechanismus noch mit einem Brückenzubringer erweitert werden musste. Sie wurde 1886 als Klappbrücke neugebaut. Auch diese Brücke überstand nicht den Zweiten Weltkrieg und wurde nicht ersetzt.

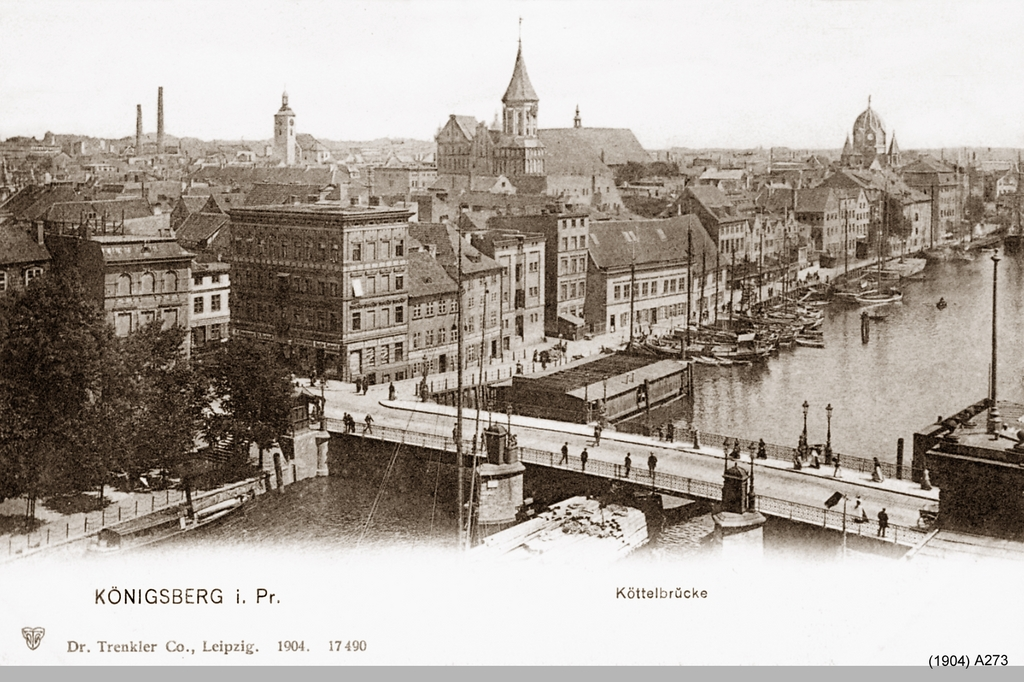
Köttelbrücke
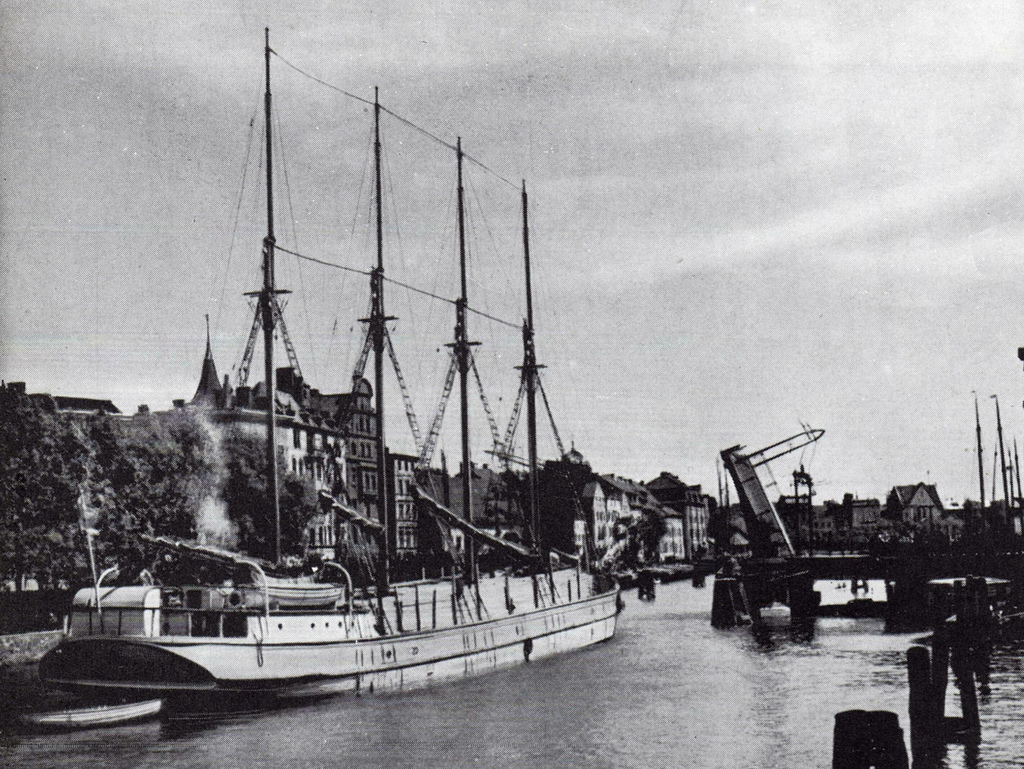
Geöffnete Brücke
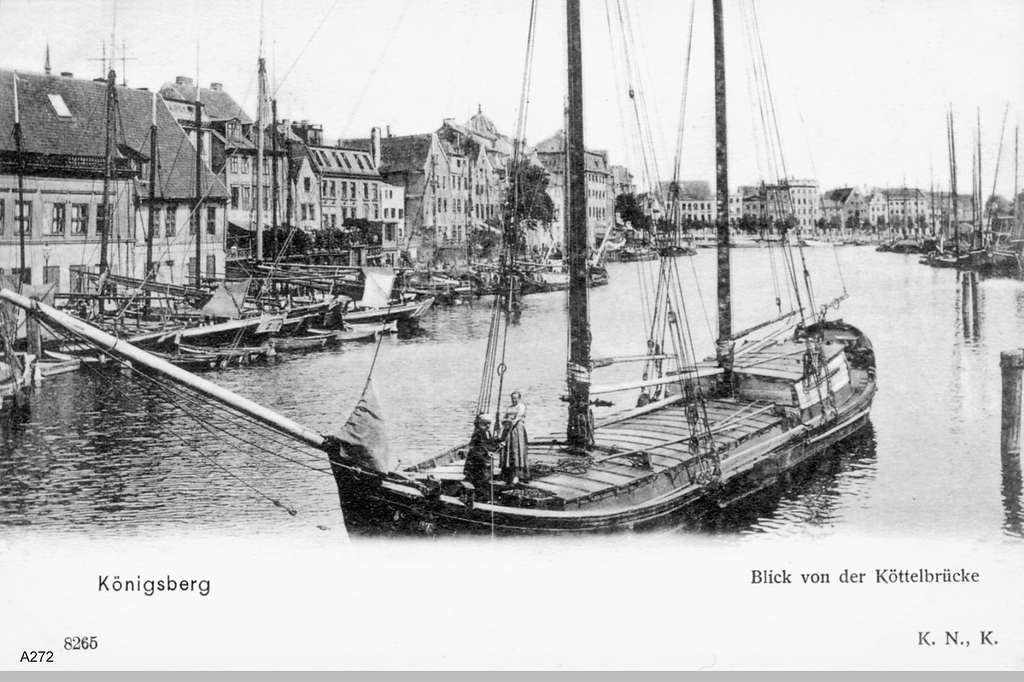
Blick flussaufwärts

### Honigbrücke
Die Honigbrücke oder auch Dombrücke verbindet die Lomse mit dem östlichen Kneiphof. Von der Lindenstraße gelangte man über die Honigbrücke zur Pauperstraße. 1542 vollendet, wurde sie nach den Honigfässern benannt, mit den angeblich der Oberburggraf Besenrade Kneiphöfer Ratsherrn bestach. Die Altstädter Bürger sollen daraufhin erbost die Kneiphöfer nur noch die „Honiglecker“ genannt haben. Die Brücke hat als einzige Kneiphof-Brücke den Zweiten Weltkrieg überstanden und kann heute noch besichtigt werden.

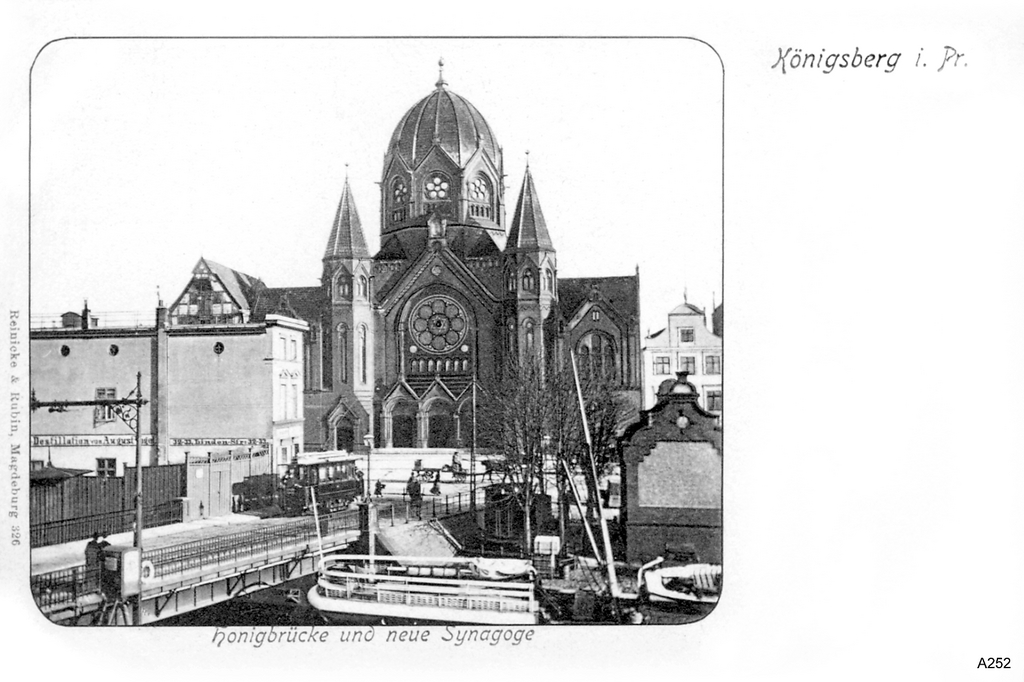
Die Honigbrücke hat als eine der wenigen den Krieg „überlebt“.
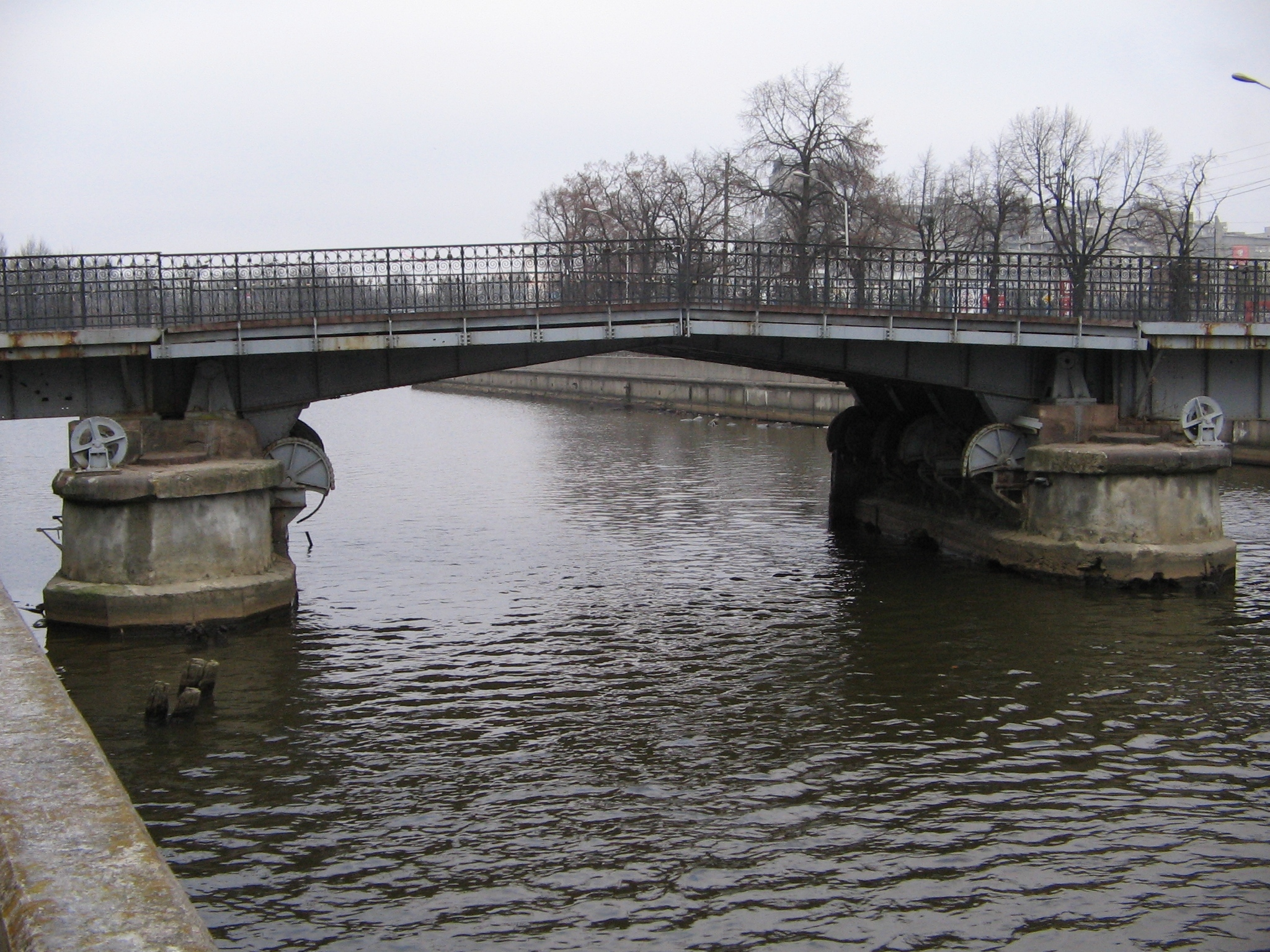
Die Honigbrücke heute
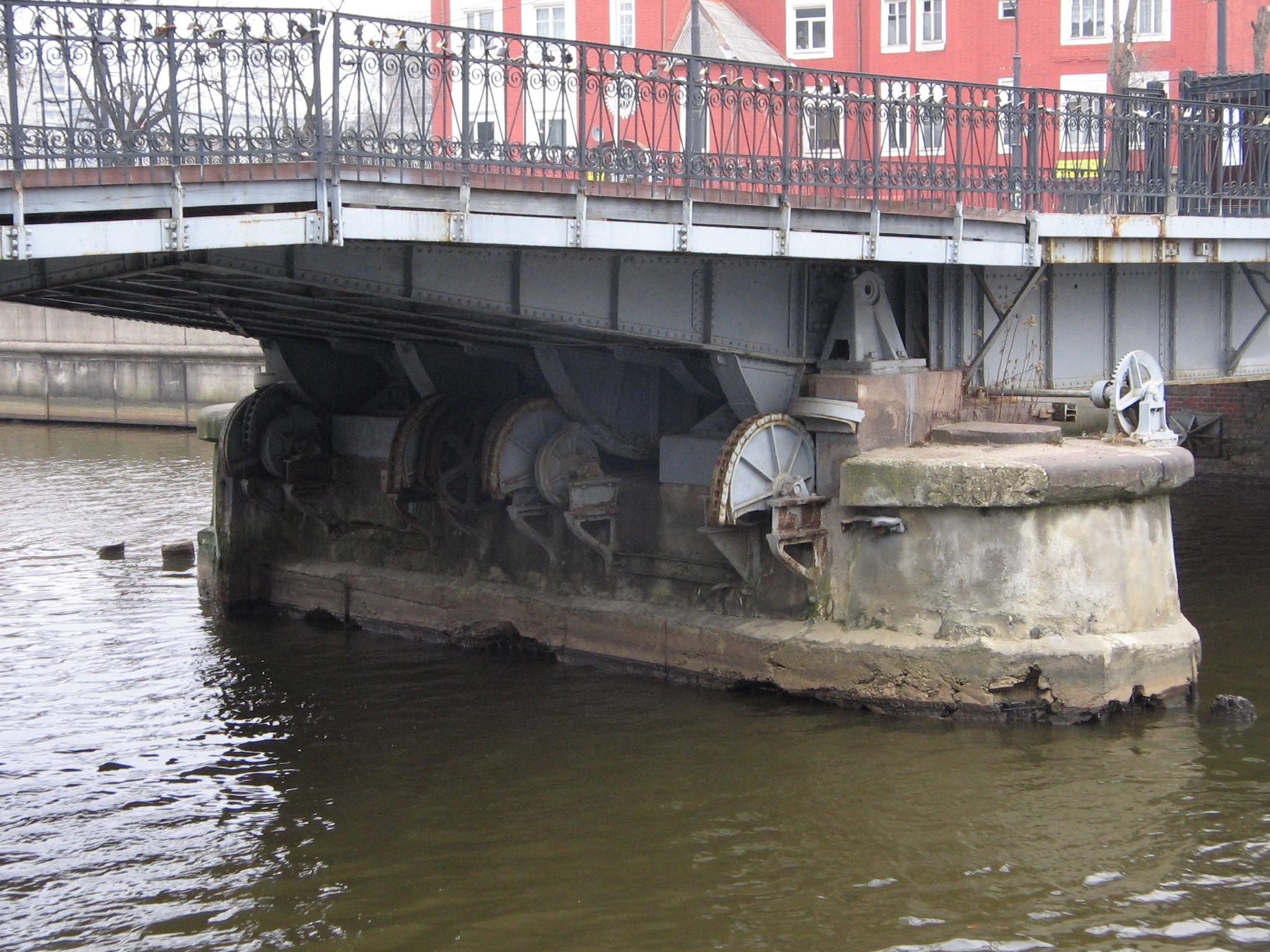
Der Klappmechanismus ist nicht mehr in Funktion

## Lomse
Zwischen Altem Pregel und Neuem Pregel spannt sich eine weitere weitauslaufende Flussinsel östlich der Stadt, die damalige Lomse. Ursprünglich waren hier die Stadt-Wiesen gelegen, und erst im späten 19. Jahrhundert siedelten sich einzelne Industriebetriebe an. Die imposantesten Bauten dürften die Neue Synagoge und Kreuzkirche gewesen sein. Zur Lomse führten die folgenden Brücken:

### Holzbrücke
Die Holzbrücke verband Löbenicht mit der Lomse. Vom Oberen Fischmarkt gelangte man über die Holzbrücke zum Lindenmarkt. Die Brücke hat den Zweiten Weltkrieg überstanden und existiert noch heute; allerdings nicht als Klappbrücke.

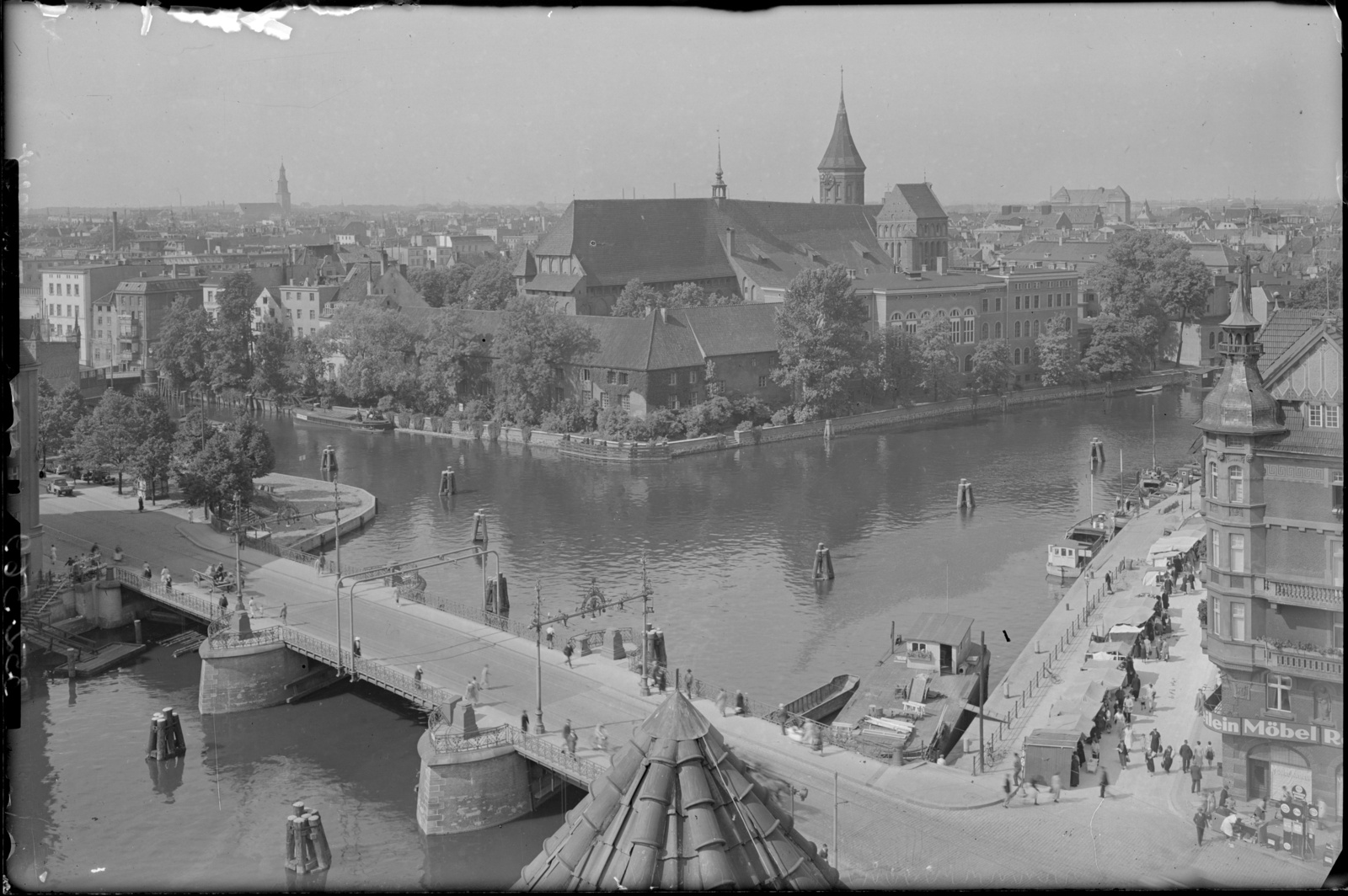
Die Holzbrücke
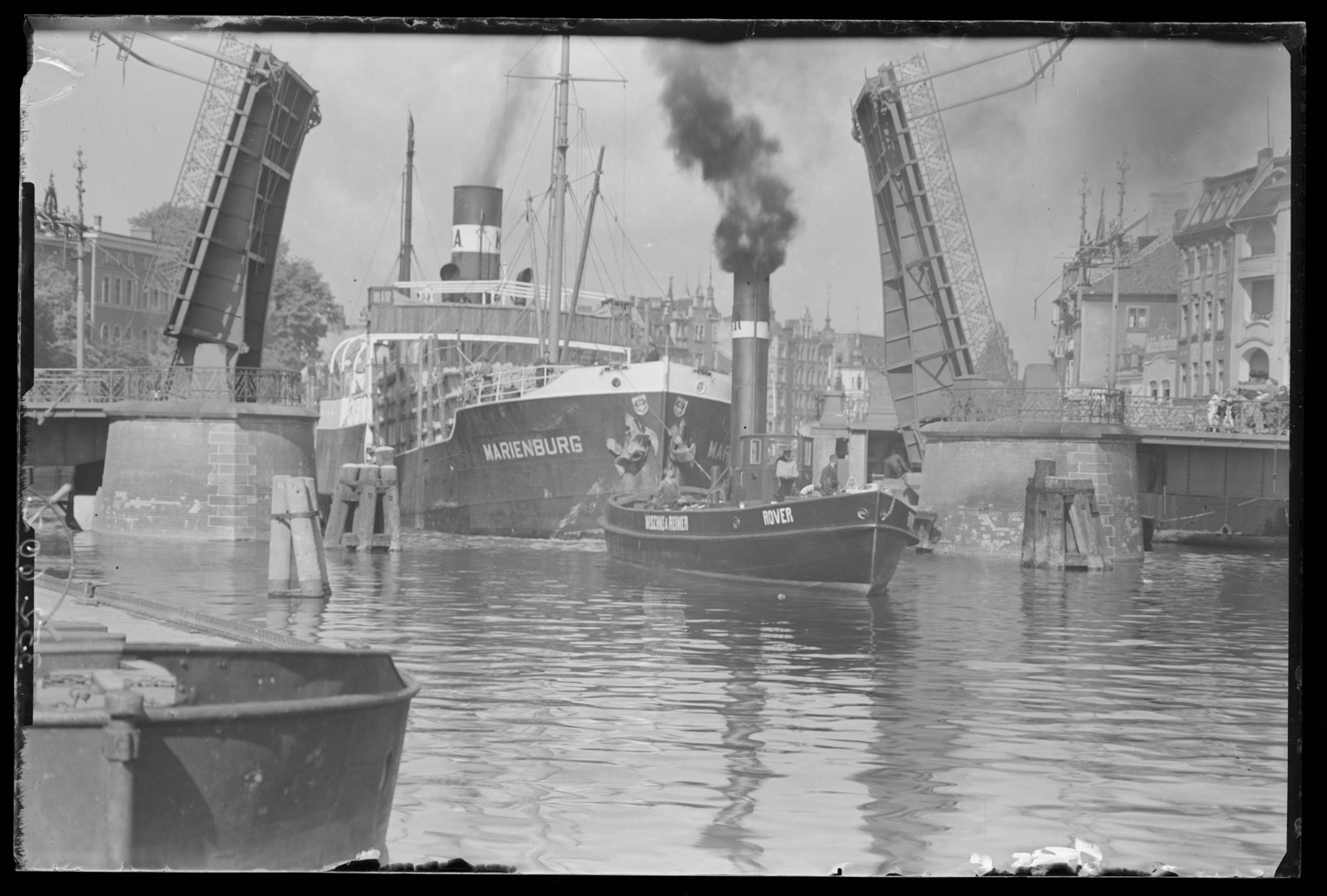
Die Holzbrücke (1935)
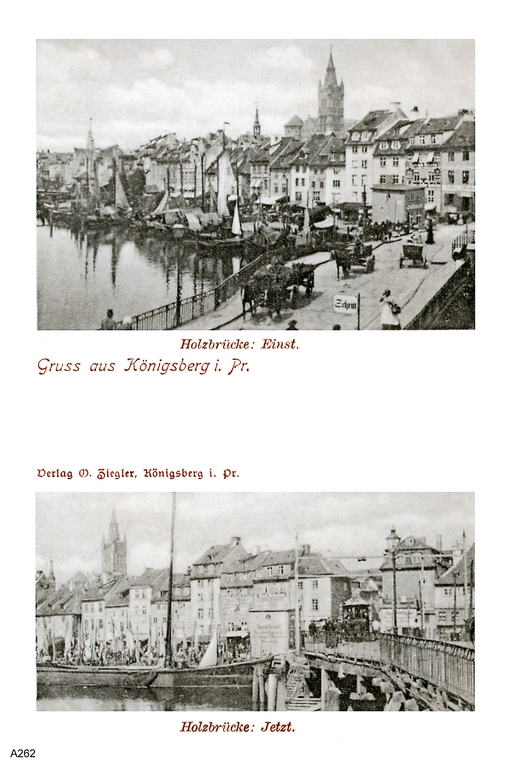
Alte und neue Holzbrücke
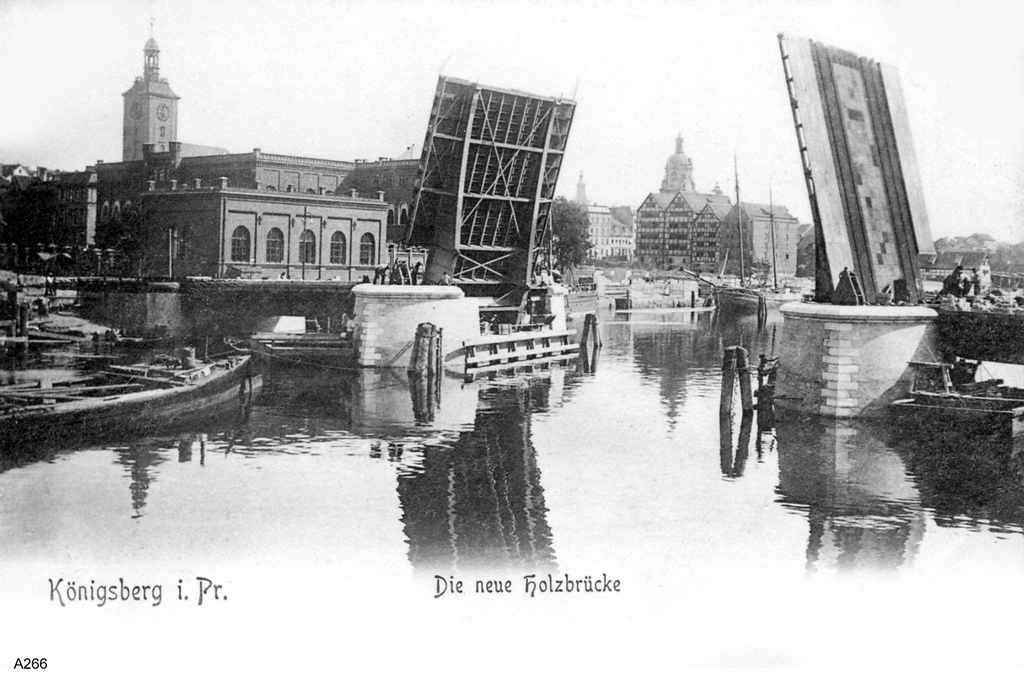
Die Holzbrücke im aufgeklappten Zustand
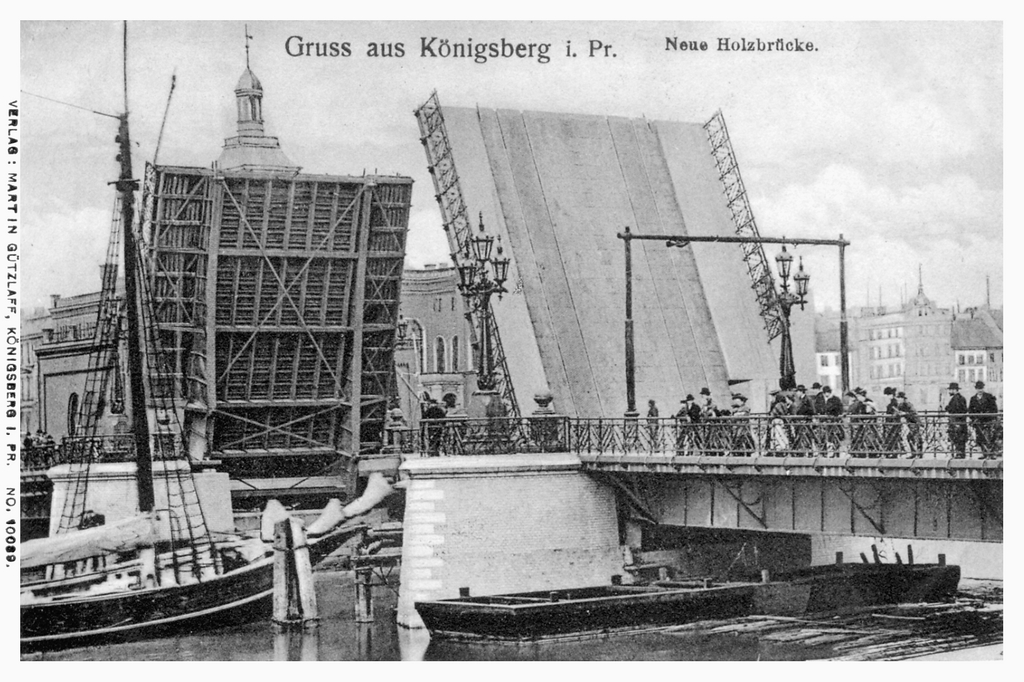
Die Holzbrücke
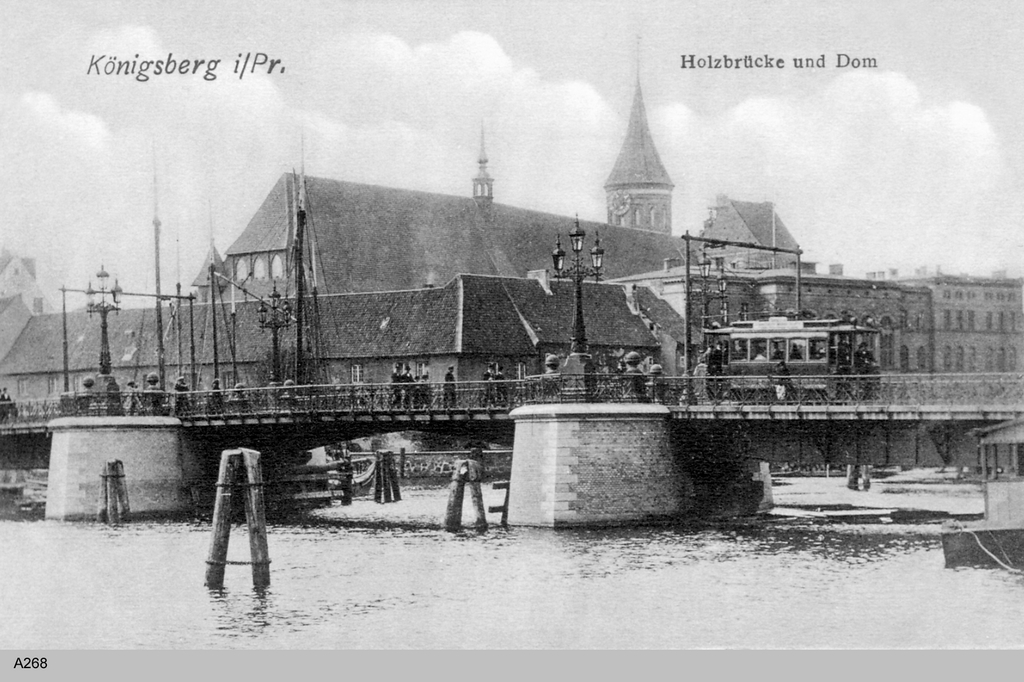
Die Holzbrücke
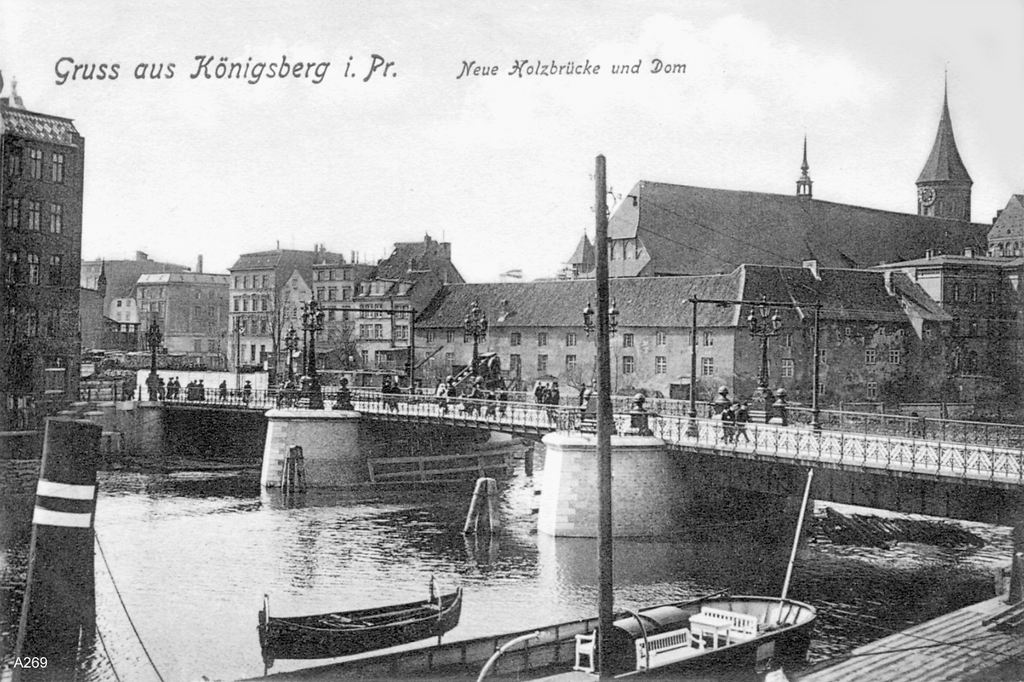
Die Holzbrücke
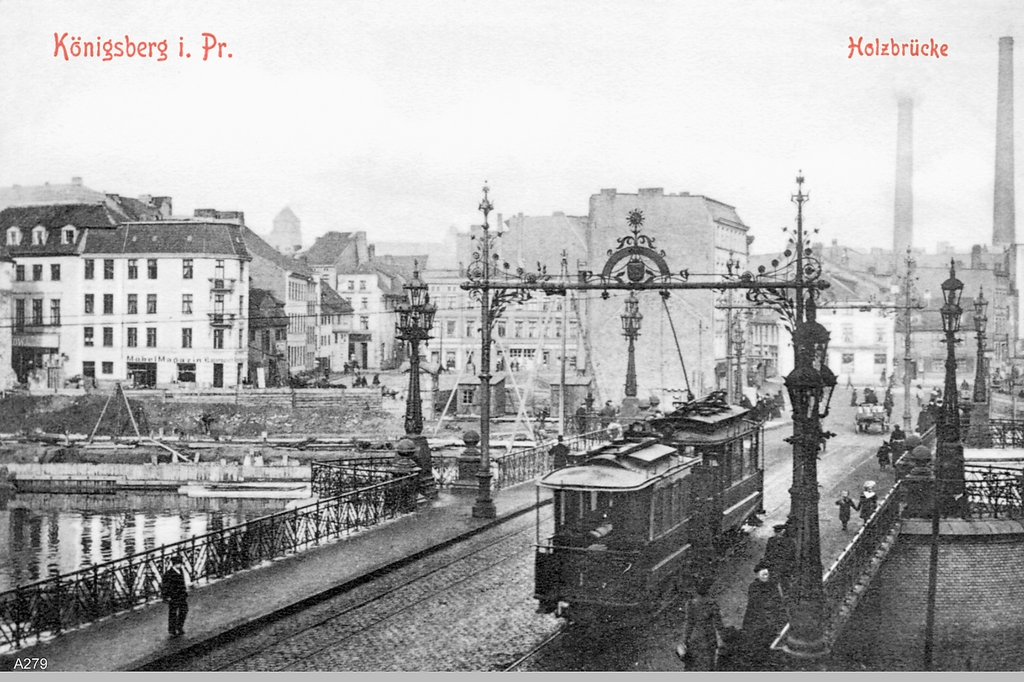
Die Holzbrücke
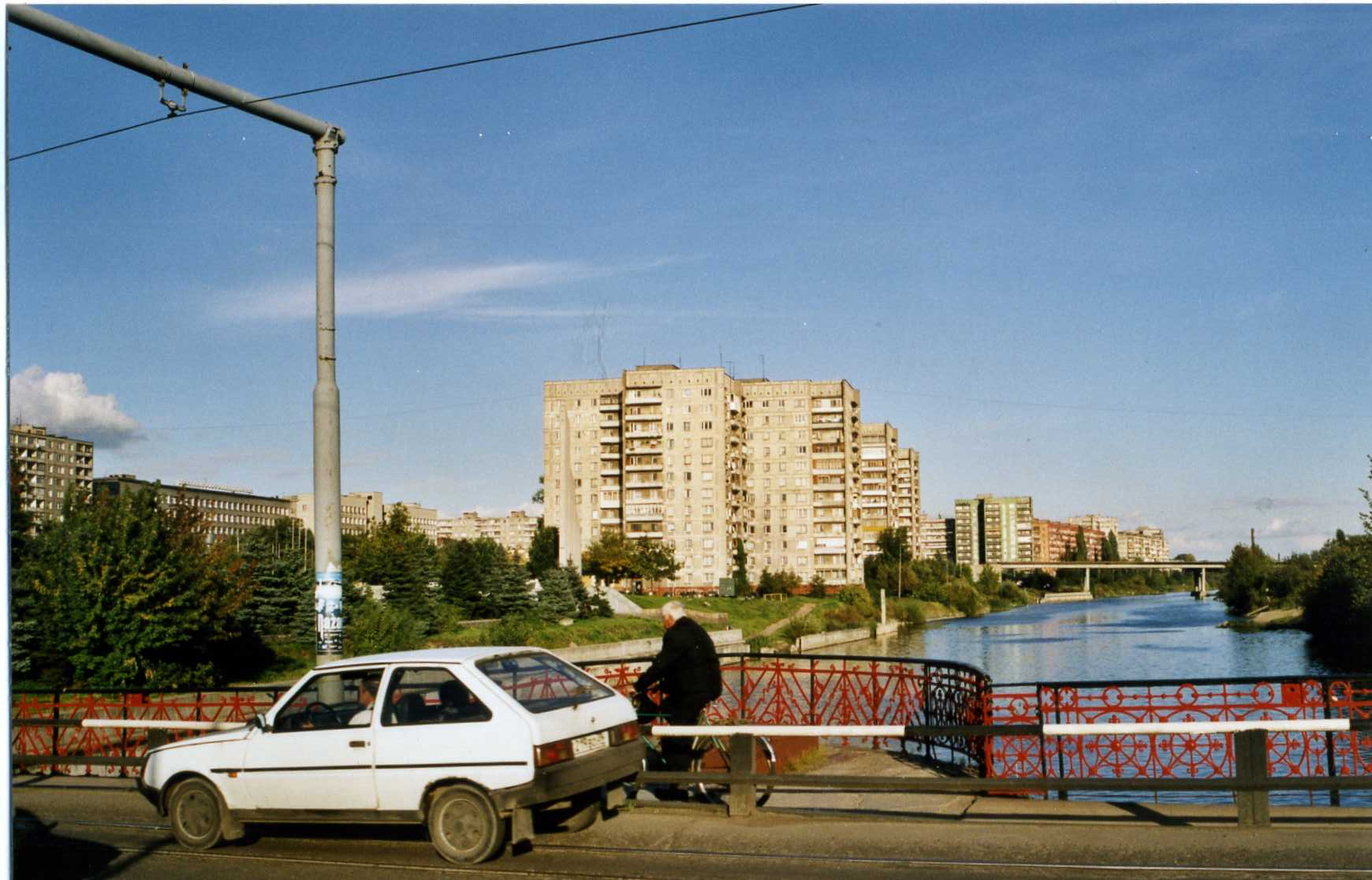
Die neue Holzbrücke

### Hohe Brücke
Die Hohe Brücke verband den östlichen Haberberg mit der Lomse, also die Brückenstraße mit dem Weidendamm. Bereits seit etwa 1520 existierte an dieser Stelle eine Brücke. 1882 bis 1883 wurde die Hohe Brücke als Zugbrücke vom städtischen Bauinspektor Richter erbaut. Dabei entstand auch das Brückenhäuschen, in dem die mechanische Öffnungsvorrichtung untergebracht ist. 1937 wurde sie bis auf die steinernen Pfeiler abgerissen und durch einen Neubau unmittelbar neben der alten Brücke ersetzt. Der Öffnungsmechanismus dieser neuen Brücke ist noch betriebsfähig. 2009 wurde die Brücke für rund sieben Millionen Rubel (etwa 240.000 Euro) restauriert und die Tragfähigkeit auf 30 Tonnen erhöht.

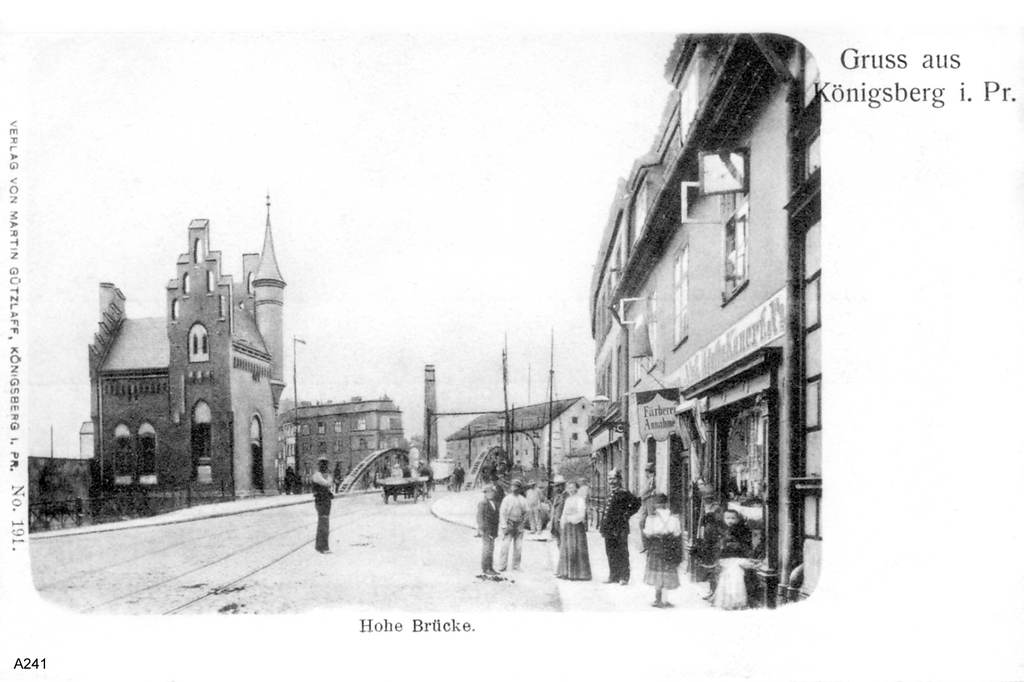
Hohe Brücke, Königsberg
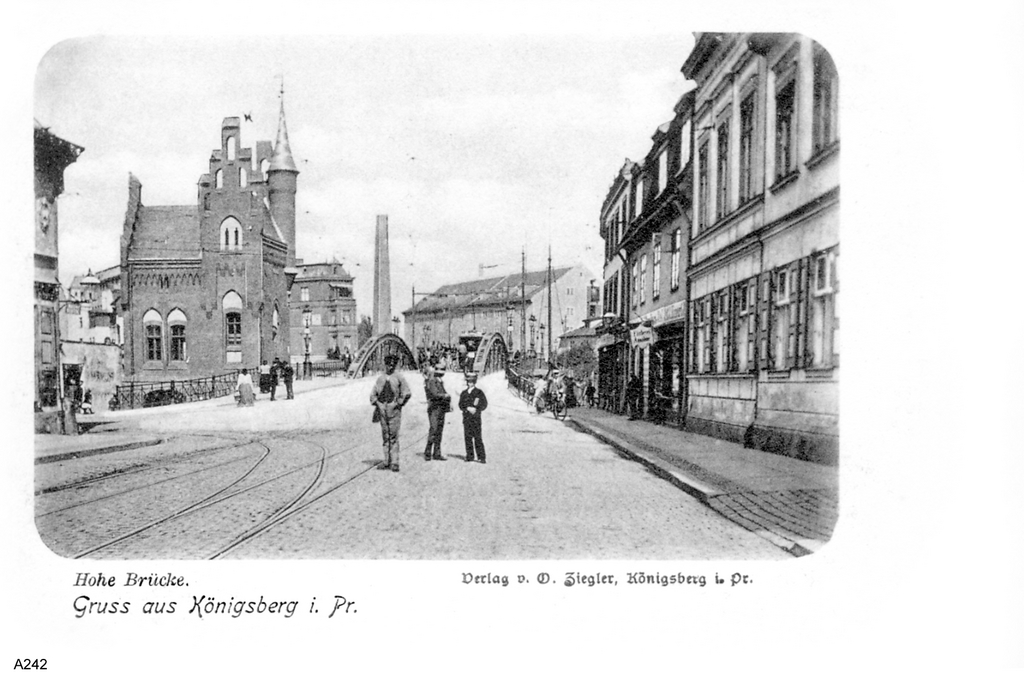
Hohe Brücke
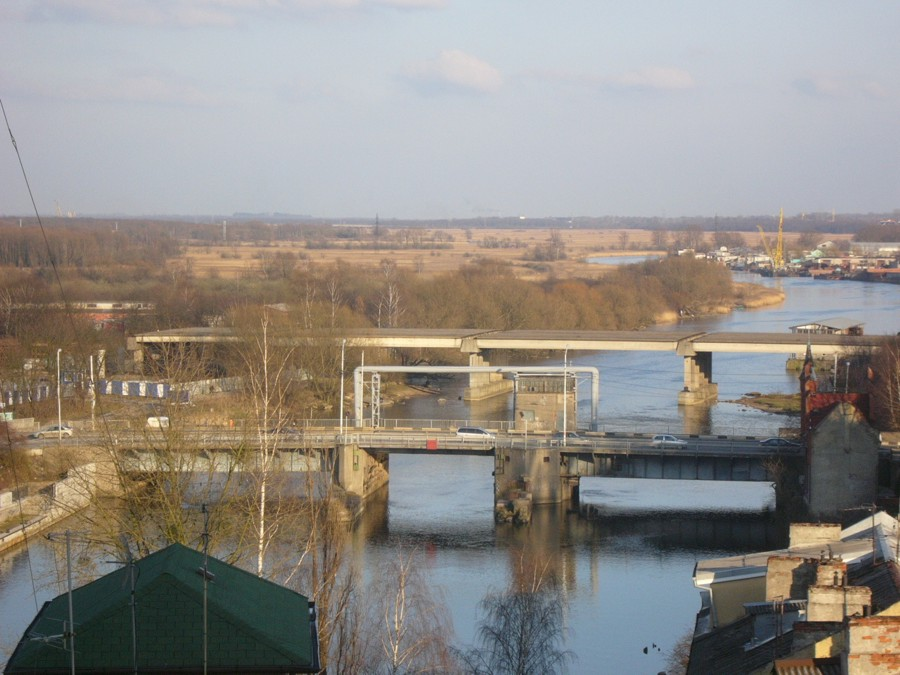
Hohe Brücke, Kaliningrad

### Kaiserbrücke
Die Kaiserbrücke war, wie der Name andeutet, zur Zeit des Königsberger Brückenproblems noch nicht existent. Sie verband die östliche Vorstadt mit der Lomse. Von der Kaiserstraße gelangte man über die Kaiserbrücke zum Weidendamm. Die Brücke wurde im Zweiten Weltkrieg schwer beschädigt und verfiel in der Folgezeit. Im Rahmen des 750-jährigen Stadtjubiläums im Jahr 2005 wurde sie weitgehend originalgetreu rekonstruiert und heißt jetzt Jubiläumsbrücke. Sie dient nur noch als Fußgängerbrücke.

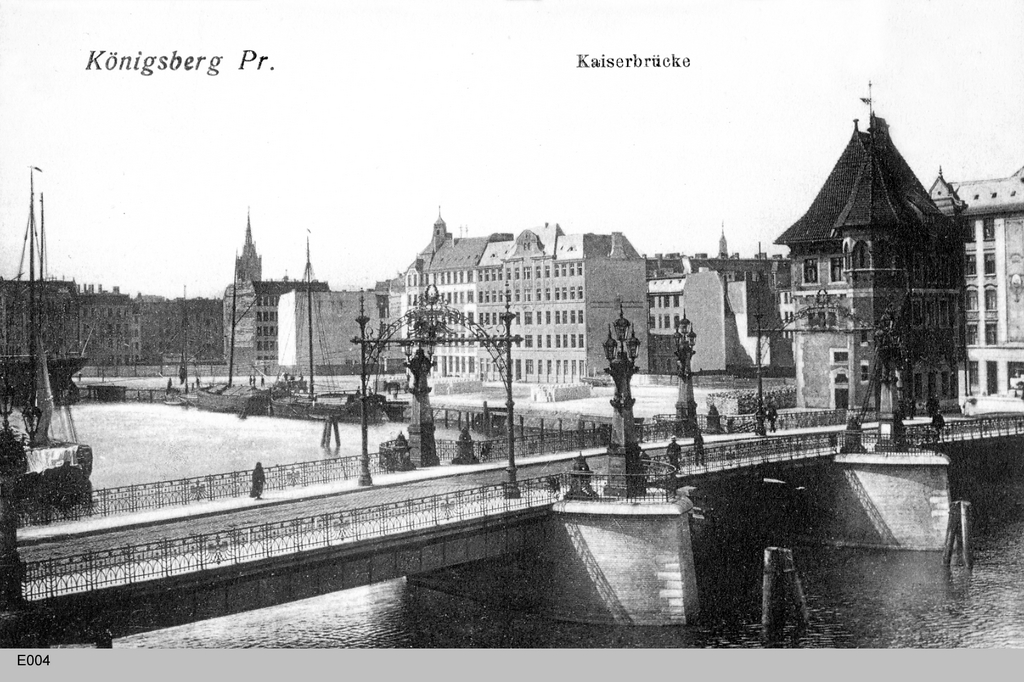
Die alte Kaiserbrücke
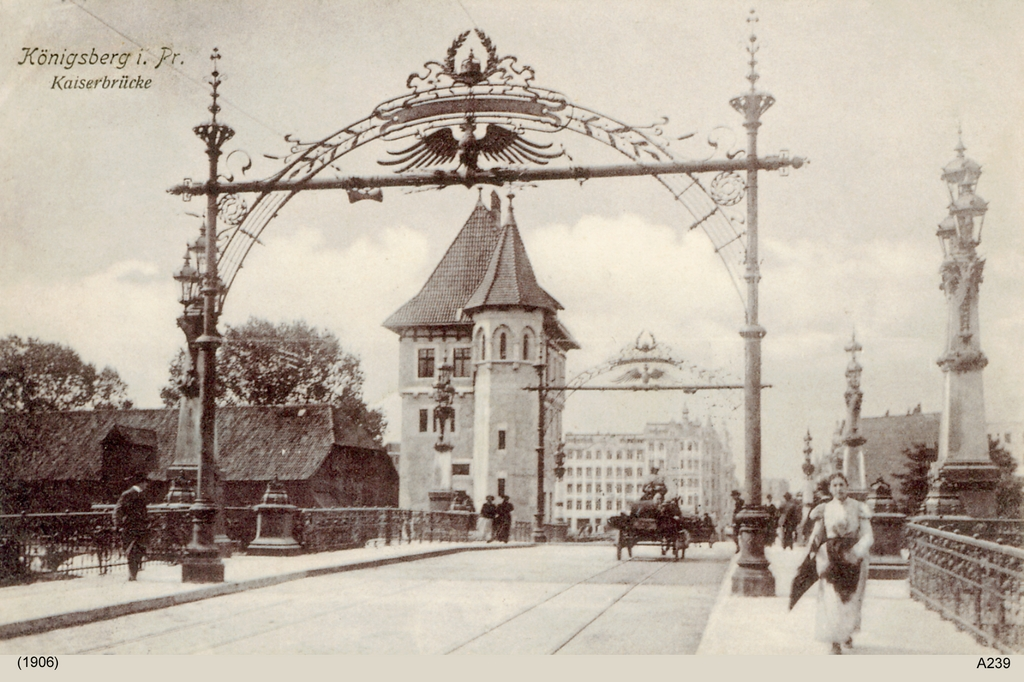
Die alte Kaiserbrücke
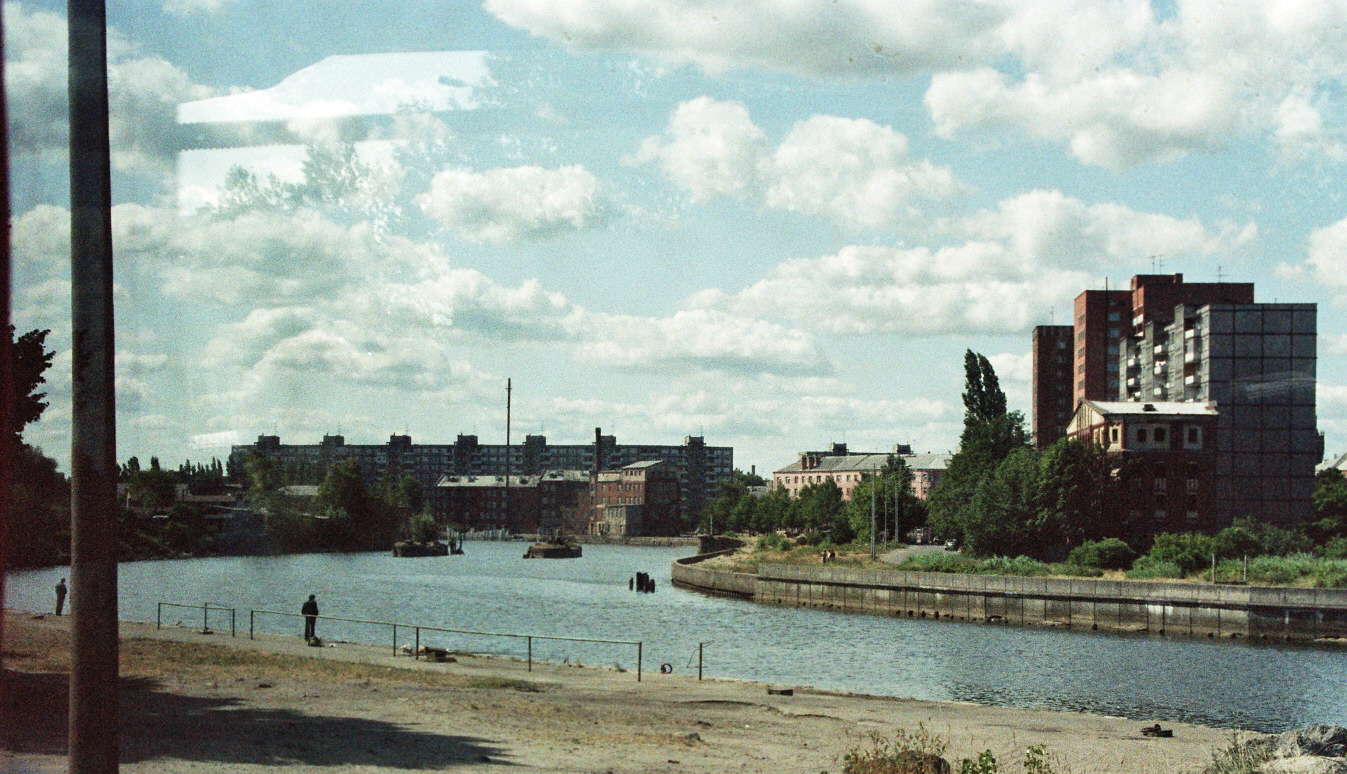
Die Fundamente der zerstörten Kaiserbrücke, Foto von 1992
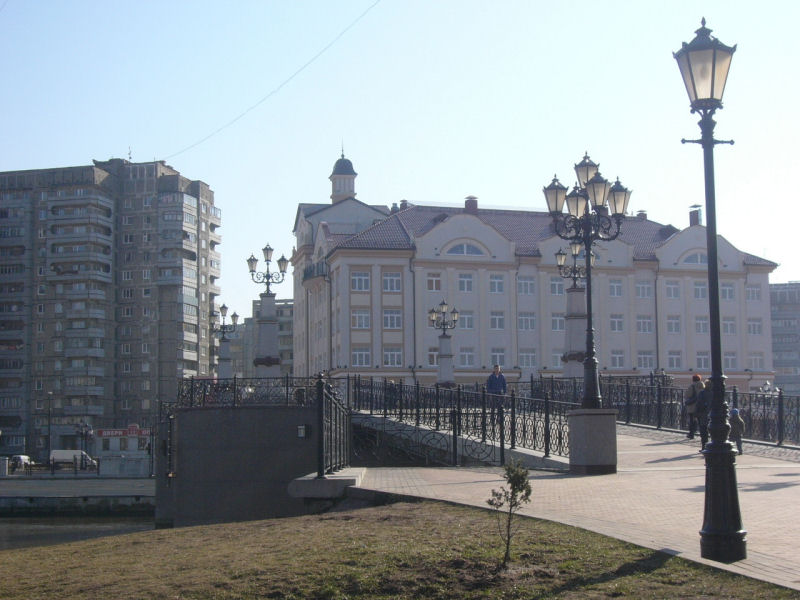
Die Jubiläumsbrücke (Kaiserbrücke) heute

## Hafen

### Eisenbahnbrücke
Die Eisenbahnbrücke am Holländerbaum war die erste Stahlbrücke in Königsberg. Holländerbaum nannte man die Lokalität deshalb, weil in alter Zeit hier ein Zollbaum errichtet war, wo die Seeschiffe beim Einfahren in den Hafen Zoll zu entrichten hatten.
Die Lastadie am Hundegatt war der alte Hafen der Hansestadt. Aber schon Ende des 19. Jahrhunderts siedelten sich immer mehr Betriebe und Werften am südlichen Unterlauf des Pregels an. Auch musste eine Verbindung zwischen dem Süd- und Ostbahnhof, dem ehemaligen Pilauer Bahnhof, geschaffen werden. Dadurch wurde eine Brückenverbindung am Unterlauf des Pregels notwendig. 1862 beschloss die Preußische Regierung den Bau. Die Kosten von 385 000 Talern übernahm der Staat. Von 1863 bis 1865 wurden die gemauerten Strompfeiler im Pregel errichtet. 1884 gelang dann der erste Brückenschlag. Der erste Zug befuhr die Brücke am 1. Oktober 1889. Als wesentliche Neuerung wies die Brücke statt des üblichen Schraubenhubwerkes einen Kniehebelmechanismus auf. Die Brücke wurde 1929 mit der Errichtung der neuen Reichsbahnbrücke außer Betrieb genommen, blieb aber für den Katastrophenschutz erhalten. Die Brücke wurde nach dem Zweiten Weltkrieg als Hubbrücke wiederaufgebaut. Sie ist heute außer Betrieb, der Hubüberbau wurde ausgebaut
- Die Eisenbahnbrücke in Königsberg
- Alte Eisenbahnbrücke in Königsberg
- Die Eisenbahnbrücke mit ausgebauten Hubüberbau
- Brückenfahrbahn, im Hintergrund steht eine Gegenmasse des Hubüberbaus im Gleis

### Reichsbahnbrücke
Die einfache Eisenbahnbrücke mit einem Klappüberbau für die Schifffahrt genügte den Anforderungen bald nicht mehr. Vor allem durch ihren umsichtigen und geschickten Oberbürgermeister Dr. Hans Lohmeyer ließ die Stadt Königsberg nach dem Weltkrieg und der Abtrennung Ostpreußens vom Reichsgebiet nichts unversucht, um die Modernisierung und Erhaltung bzw. Förderung von Wirtschaft und Handel voranzutreiben. So wurde das gesamte Schienennetz modernisiert. Der bereits im Jahr 1913 begonnene Neubau der Eisenbahnbrücke wurde nach 13-jähriger Bauzeit 1926 fertiggestellt. Die doppelstöckige Brücke mit einem Drehüberbau erhielt den Namen Reichsbahnbrücke. Sie kreuzt den Pregel westlich der Festung Groß Friedrichsburg für die Strecken nach Pillau und Tilsit. Unter der Eisenbahnfahrbahn mit vier Gleisen gab es eine sieben Meter breite Straße mit zwei Straßenbahngleisen und seitlichen Fußwegen. Bei der Inbetriebnahme stellte sich jedoch heraus, dass die Straßenfahrbahn für den starken Fahrzeugverkehr sehr schmal war. Die Straßenbahngleise wurden deshalb nie in Betrieb genommen. Die festen Überbauten der rund 200 m langen Brücke wiesen Stützweiten von 42,5 m auf. Der zweiarmige Drehüberbau mit einer Länge von 2 × 28,7 m gab in geöffneter Lage zwei Schifffahrtöffnungen mit einer Breite von je 17,5 m frei. Der Baustoff war veredelter Flussstahl mit einer Masse von 1225 t. Die Brücke galt als technisches Wunderwerk. Im Zweiten Weltkrieg wurde sie stark beschädigt. Beim Wiederaufbau wurde der Dreh- in einen Hubüberbau mit einer ungeteilten Schifffahrtsöffnung umgebaut.

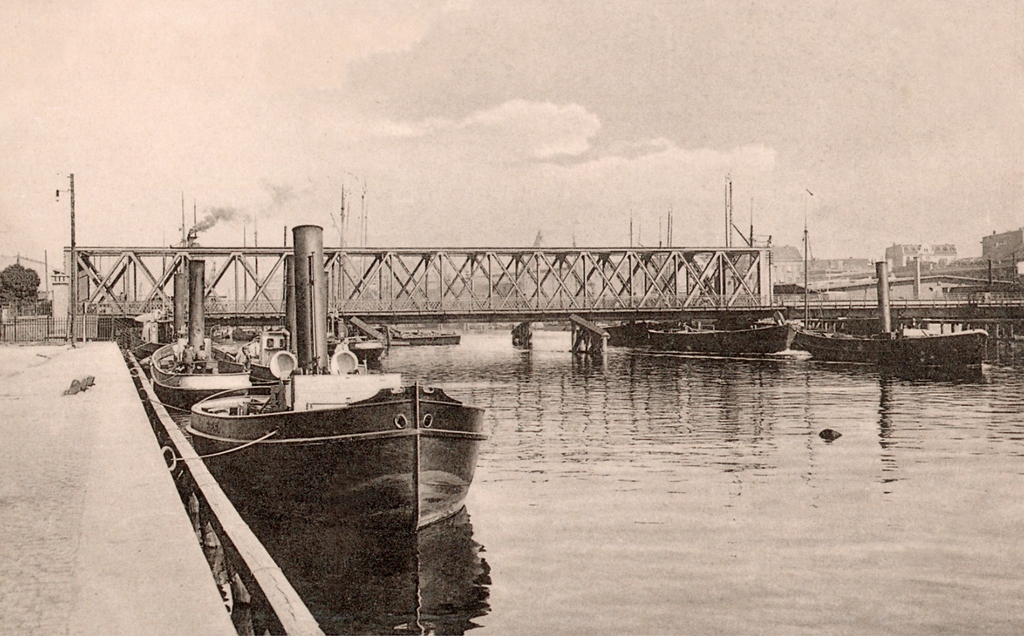
Die neue Reichsbahnbrücke in Königsberg
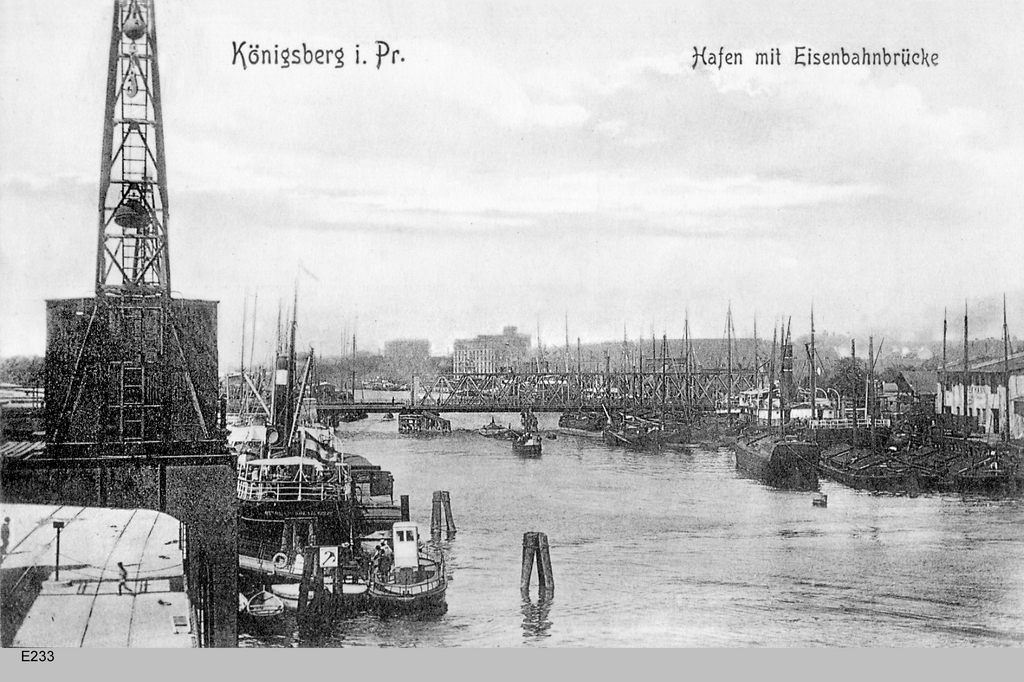
Alte Eisenbahnbrücke in Königsberg
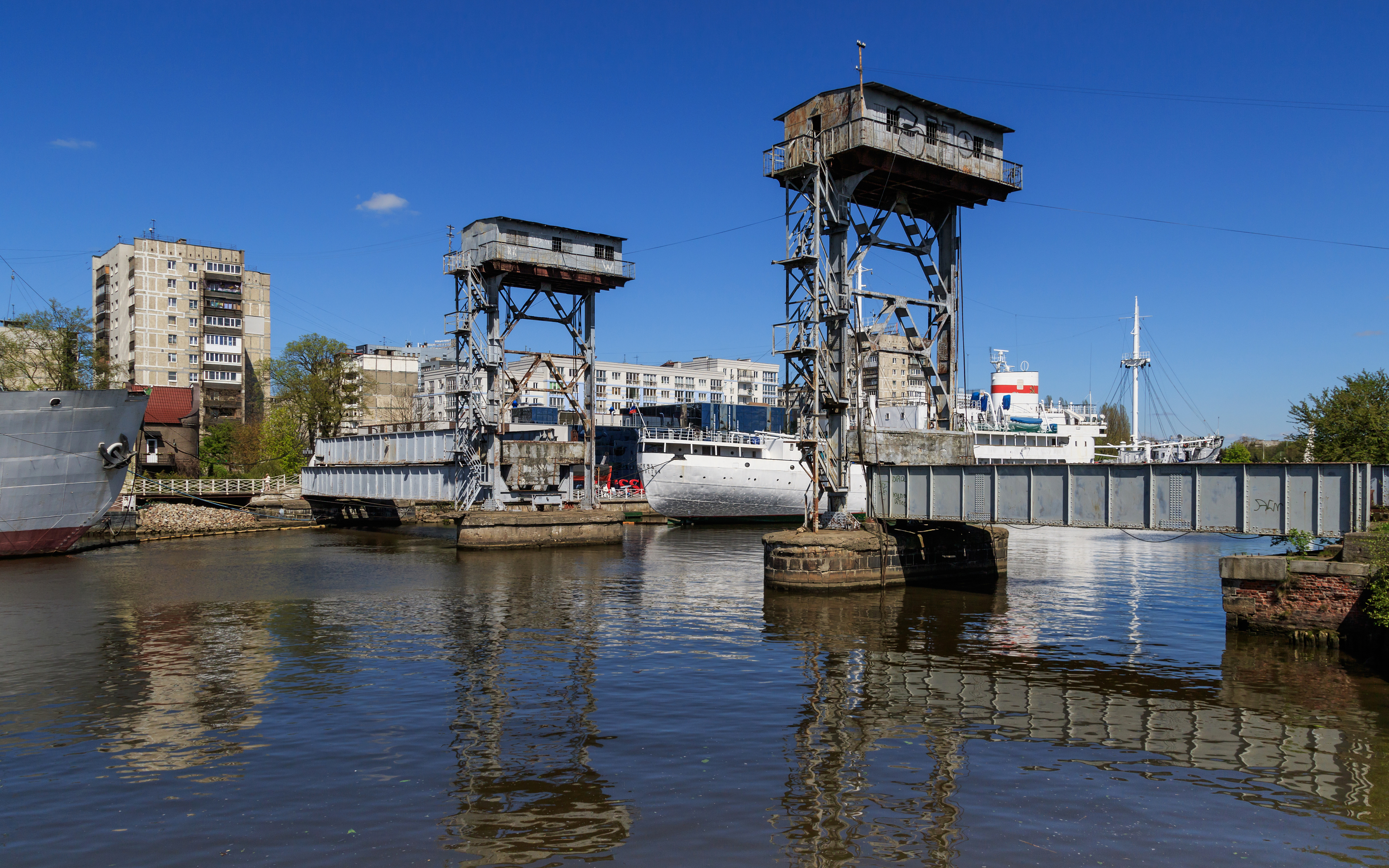
Die Eisenbahnbrücke mit ausgebauten Hubüberbau
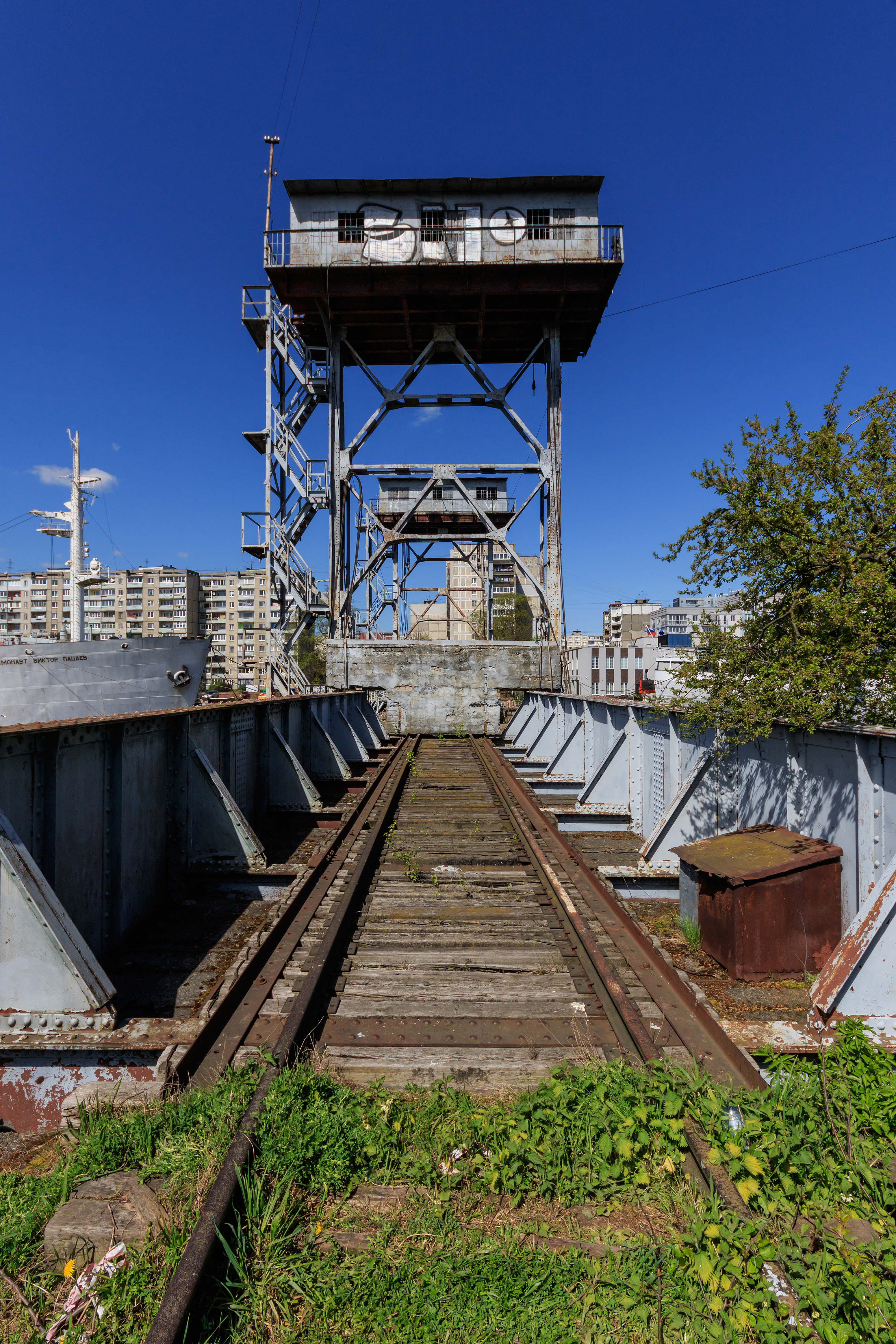
Brückenfahrbahn, im Hintergrund steht eine Gegenmasse des Hubüberbaus im Gleis

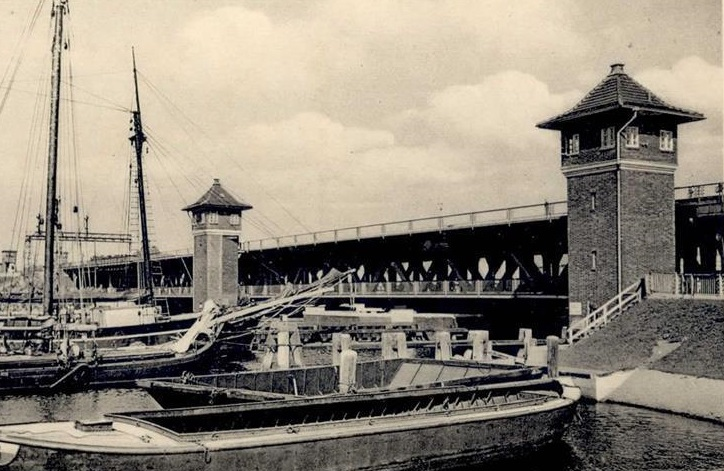
Die neue Reichsbahnbrücke in Königsberg
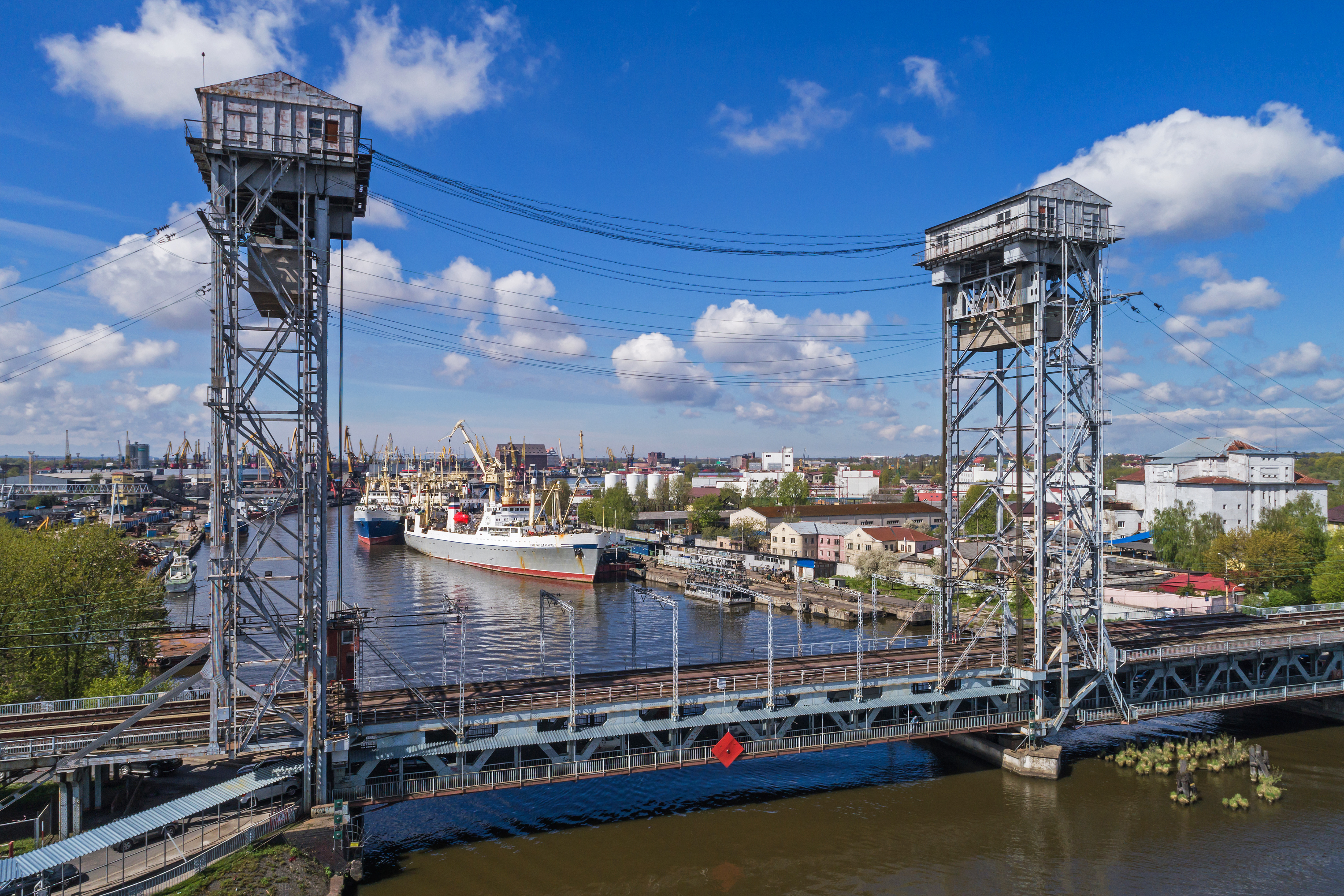
Heutige Brücke als Hubbrücke
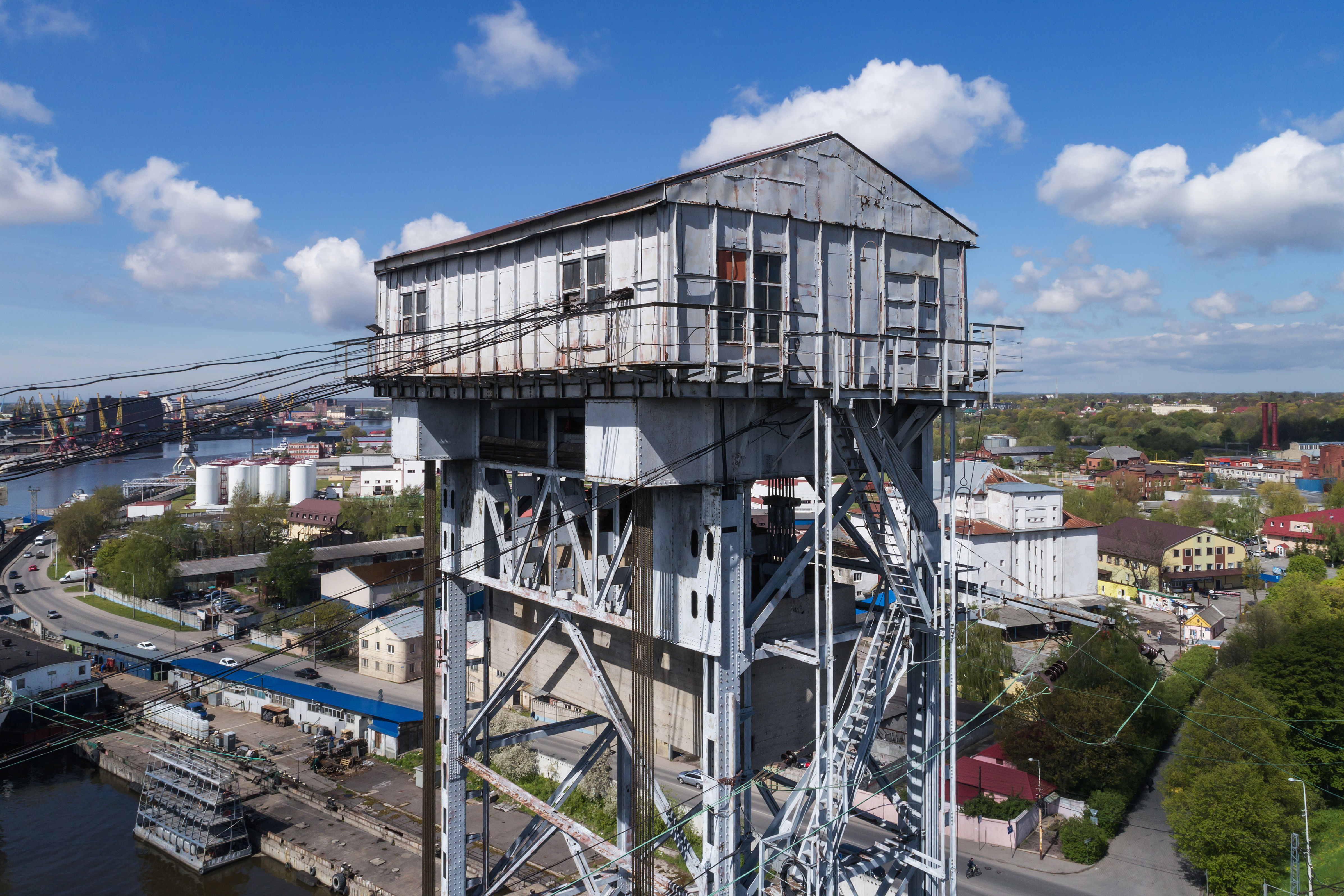
Nordturm der heutigen Brücke

### Palmburger Autobahnbrücke
Die Autobahnbrücke wurde 1938 bei Palmburg südöstlich von Königsberg erbaut. Sie war Teil der geplanten Reichsautobahn Berlin–Königsberg. Im Ganzen überspannte die vierspurige Straßenbrücke mit zwei Brückenarmen von je 633 m den alten und den neuen Pregel. Es war die längste Stahlbetonbrücke im Deutschen Reich. Als die Ostpreußische Operation (1945) begann, wurde sie von Wehrmachtspionieren gesprengt. Die Eroberung Königsbergs durch die Rote Armee dürfte sich dadurch kaum verzögert haben; denn die Brücke führte nicht zur Stadt, sondern südlich der Stadt in Nord-Süd-Richtung über den Pregel. Gleichwohl kam es erst im April zur Einnahme bei der Schlacht um Königsberg. In den 1970er Jahren wurde eine Fahrbahnseite wiederhergestellt, die andere blieb unverändert. Für den Verkehr wurde die Brücke dabei mehr und mehr zu einem Flaschenhals. Die zerstörte Palmburger Brücke (oder Berliner Brücke) diente als Kulisse für den sowjetischen Spielfilm Händedruck an der Elbe. Nachdem sie über 60 Jahre als Ruine erhalten geblieben war, wurden die Brückenbögen seit 2014 abgetragen und eine neue Brücke errichtet. Heute verbindet das Brückenpaar Pribreschnoje (Kaliningrad, Gurjewsk) und Rschewskoje (Kaliningrad) als Teil der Europastraße 28 mit dem Teilstück der Autobahn 229.

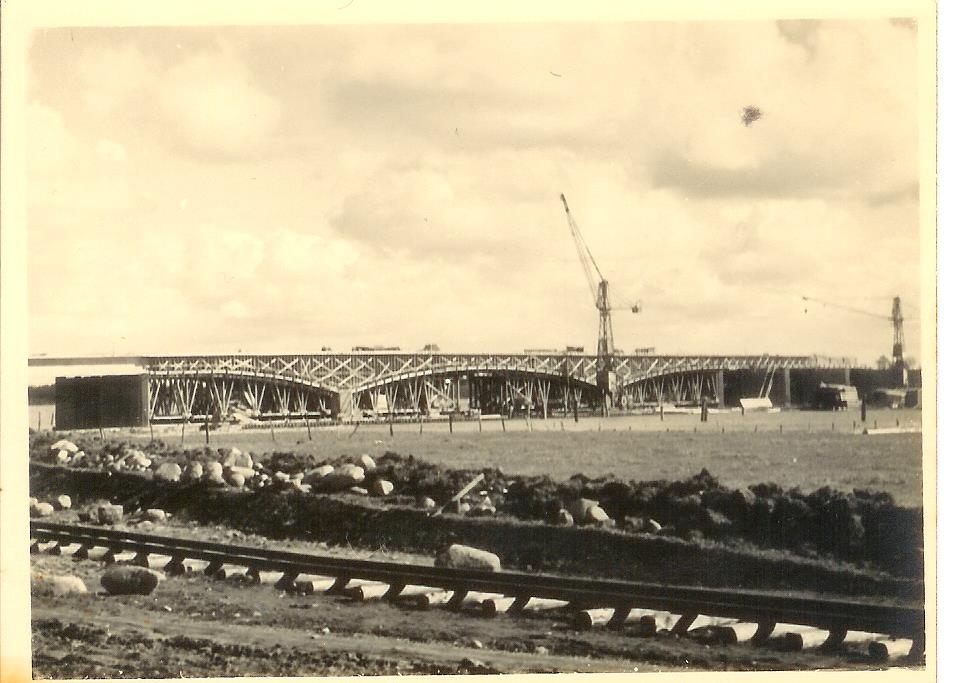
Die Palmburger Brücke im Aufbau 1938
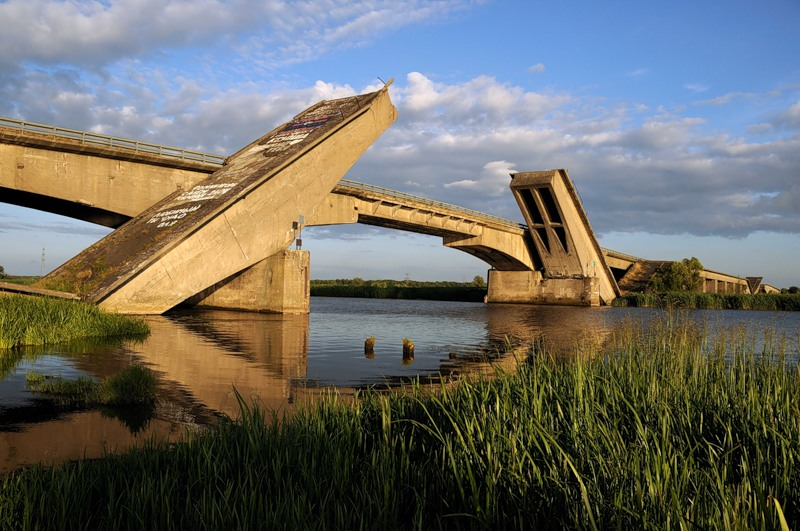
Die Palmburger Brücke, wie sie bis 2014 zu sehen war